# Siegerland
| Siegerland                           | Siegerland                                    |
| ------------------------------------ | --------------------------------------------- |
| Bundesland:                          | Nordrhein-Westfalen                           |
| Regierungsbezirk:                    | Arnsberg                                      |
| Fläche:                              | 649,7 km²                                     |
| Einwohner:                           | 241.318 (31. Dez. 2010)                       |
| Bevölkerungsdichte:                  | 371 Einwohner je km²                          |
| Höchster Punkt:                      | 677,7 m ü. NHN (Riemen)                       |
| Niedrigster Punkt:                   | etwa 215 m ü. NHN, Siegtal bei Niederschelden |
| Gliederung:                          | Altkreis Siegen                               |
| Karte                                |                                               |
| Lage des Siegerlandes in Deutschland |                                               |

Das Siegerland ist ein Landschaftsteil der Region Südwestfalen, der sich in etwa mit dem Altkreis Siegen deckt.

## Geographie

### Lage

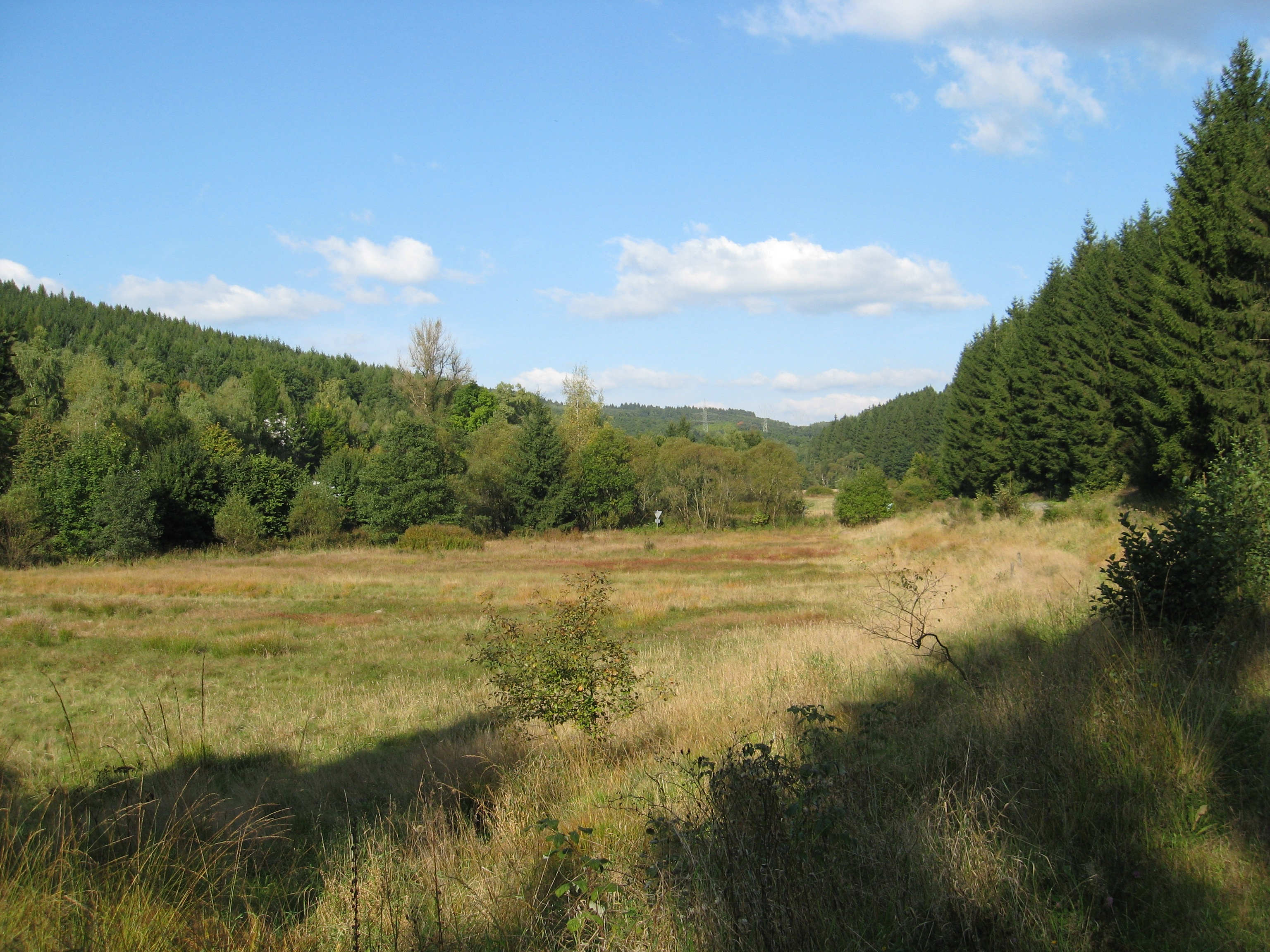
Wildebachtal bei Salchendorf/Neunkirchen

Das historische Siegerland umfasst den Altkreis Siegen des heutigen Kreises Siegen-Wittgenstein in Nordrhein-Westfalen. Der sogenannte Oberkreis des Landkreises Altenkirchen (Westerwald), der zu Rheinland-Pfalz gehört, ist wirtschaftlich eng mit dem Siegerland verbunden, auch kulturell fällt die Abgrenzung zwischen Siegerland und dem Westerwald schwer. Geografisch gehört der Altenkirchener Oberkreis zum Naturraum Siegerland.
Geologisch gehört das Siegerland zum rechtsrheinischen Teil des Rheinischen Schiefergebirges, dessen wichtigstes Zentrum die Großstadt Siegen ist. Sowohl Regions- als auch Stadtname gehen auf die Sieg zurück, einen Nebenfluss des Rheins, der im Rothaargebirge im Stadtgebiet von Netphen entspringt.
Das Siegerland ist, genau wie das Sauerland, sehr waldreich. Die Berge im Norden des Siegerlandes und im südlichen Burbach sind insgesamt höher als die der restlichen Region. Landschaftlich ist das Gebiet jedoch identisch. Meist kleine Bäche ziehen sich durch die Täler, umrandet von Wiesen und Feldern. Laubwälder sind meist als Hauberg anzutreffen, Nadelwälder haben eine wirtschaftliche Bedeutung in der Holzindustrie.
Die Siegerländer haben für viele Punkte ihrer Heimat ihre eigenen Bezeichnungen. Der Freie Grund zum Beispiel zieht sich von Burbach bis Neunkirchen, bzw. in die andere Richtung bis Wilden. Durch dieses Tal fließt die Heller. Das sogenannte Hellertal zieht sich allerdings flussauf- und -abwärts über den Freien Grund hinaus. Andere Gebiete sind z. B.:
- Hickengrund (Gebiet im äußersten Süden bei Burbach)
- Weißtal (Tal an der Weiß)
- Siegener Kessel (Tal an der Sieg)
- Johannland (Gebiet um Netphen)

Die angrenzenden Regionen sind der Westerwald im Süden, das Sauerland im Norden sowie das Wittgensteiner Land im Nordosten und das Wildenburger und das Bergische Land im Westen.

### Berge
Das Kern-Siegerland hat die Form einer kreisförmig begrenzten Quellmulde, deren höchste Erhebungen an den Rändern liegen.
Den Osten nimmt das Rothaargebirge ein, wo mit Riemen, Oberster Henn und Jagdberg drei Berge über 670 m Höhe erreichen, von denen indes zwei auf der Außengrenze liegen und der dritte den Ausläufer eines auswärtigen, noch höheren Gipfels darstellt.
Im Süden wird der Westerwald berührt bei Höhen von ebenfalls über 600 m. Die nordwestlich angrenzenden Landschaften sind zwar insgesamt höher als das Siegerland, überragen dieses jedoch in Gipfellagen nur knapp.
Das Siegerland wird von den folgenden Bergen eingerahmt – mit Höhe in Meter (m) über Normalhöhennull (NHN):
(Berge auf der Grenze zu Nachbarregionen sind mit einem Stern gekennzeichnet)
| Westumrahmung (von Norden nach Süden, d. h. im Gegenuhrzeigersinn) - Südsauerländer Bergland* - Fahlenscheid* (an der Nordostgrenze Kreuztals zu Olpe bis 565,5 m hoch), - Oberbigge-Riegel* (an der Westgrenze Kreuztals zu Olpe und Wenden bis 491,1 m hoch) - Oberbigge-Hochfläche* (an der Westgrenze Kreuztals zu Wenden bis gut 430 m hoch) - (Naturräumliches) Siegerland - Freudenberger Bergland - Ischeroth (466,6 m) – Norden Freudenbergs - Löffelberg* (457,4 m), Asdorfquelle (als Weibe); Nordgrenze Freudenbergs zu Wenden an der Nahtstelle zur Oberbigge-Hochfläche - Giebelwald* - Giebelberg* (527,8 m), südlich knapp außerhalb Freudenbergs in der Verbandsgemeinde Kirchen (Sieg), Rheinland-Pfalz - Hellerbergland* - Pfannenberg (499,2 m, Pfannenbergturm) – Südgrenze Siegens zu Neunkirchen - Mahlscheid (Malscheid)* (509,3 m) – Westgrenze Neunkirchens zu Herdorf, Rheinland-Pfalz - Hohenseelbachskopf* (517,5 m) – Südwestgrenze Neunkirchens zur Verbandsgemeinde Daaden-Herdorf, Rheinland-Pfalz - Lipper Nürr* (616,9 m) – Südwestgrenze Burbachs zur Verbandsgemeinde Daaden-Herdorf Im Hellerbergland liegen außerdem, deutlich innerhalb des historischen Siegerlandes, auf Burbacher Gemarkung, die Erhebungen Die Höh (598 m) und Die Burg (594,5 m). | Ostumrahmung (von Norden nach Süden, d. h. im Uhrzeigersinn) - Rothaargebirge (östliche Umrahmung) - Wolfshorn* (643 m, nördlich knapp außerhalb Kreuztals in Kirchhundem) - Hoher Wald* (656,2 m, Grenze zu Kirchhundem) - Riemen* (677,7 m), an der Grenze Hilchenbachs zu Kirchhundem und nahe der zu Erndtebrück (Dreiherrenstein) - Pfaffenhain (658,5 m, Aussichtsturm Gillerturm am Westgipfel Giller, an der Grenze Hilchenbachs zu Netphen) - Oberste Henn* (675,9 m), mit südlich vorgelagertem Ederkopf* (650 m; Ederquelle) – Ostgrenze Netphens zu Erndtebrück - Aukopf (644,9 m) - Jägerhain (650,7 m; Siegquelle) – Ostgrenze Netphens zu Bad Laasphe - Stiegelburg (637,8 m), mit nordöstlich vorgelagertem Lahnkopf (624,9 m; Lahnquelle), Osten Netphens - Jagdberg (675,9 m) – Südwest-Ausläufer des noch höheren, jedoch auf Laaspher Gemarkung liegenden Kompass (694,1 m) im Südosten Netphens, nahe dem „Dreiländereck“ mit Wittgenstein (Laasphe) und Hessen (Dietzhölztal) - Dillkopf* (605,9 m) – Dillquelle; Südostgrenze Netphens zu Haiger - Tiefenrother Höhe* (552,3 m) – Ostgrenze Wilnsdorfs zu Haiger - Kalteiche (579,3 m) – Süden Wilnsdorfs - Donnerhain* (560,5 m) – Hellerquelle; Ostgrenze Burbachs zu Haiger - Hoher Westerwald - Auf dem Kreuz (586,3 m) – Südosten Burbachs - Lipper Höhe (621,4 m) – Süden Burbachs |

Weitere Berge im Siegerland sind der Kindelsberg (617,9 m Höhe; mit Aussichtsturm) und die Martinshardt (616,1 m), beides Südausläufer des Hohen Waldes (Rothaar) bei Kreuztal, ferner der dem Pfaffenhain nebst Giller nordwestlich vorgelagerte Schlossberg mit der Burgruine Ginsburg (Siegerländer Rothaar-Vorhöhen, 587,6 m) und die Eisernhardt (482,3 m) im Süden Siegens.

### Gewässer

#### Talsperren

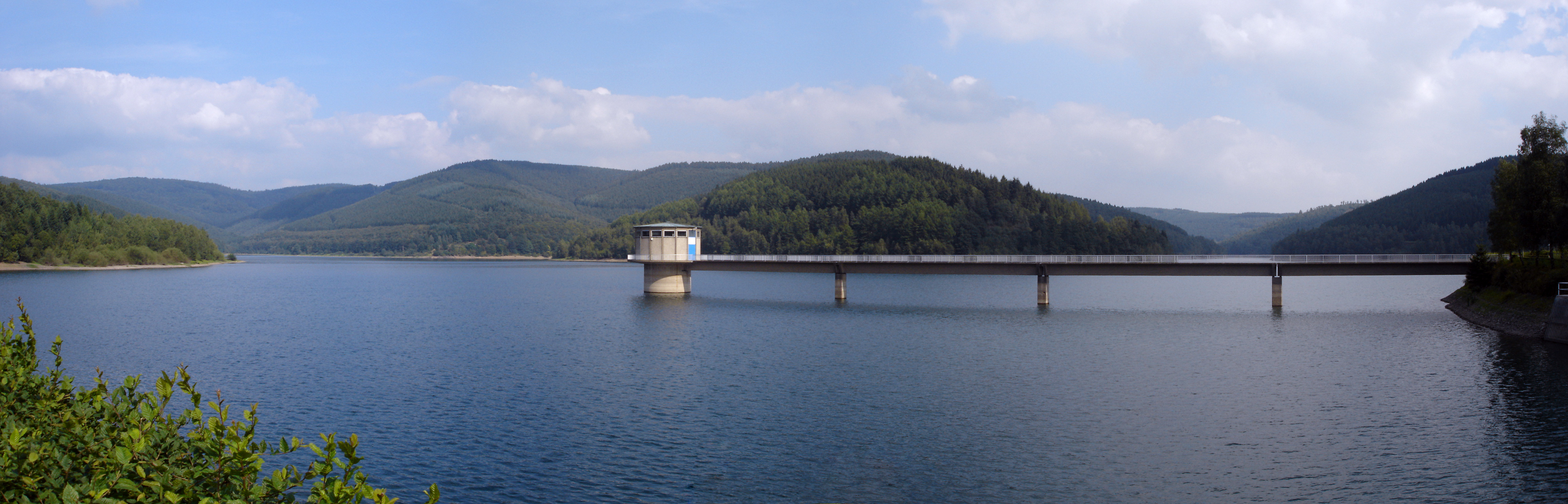
Die Obernautalsperre bei Netphen-Brauersdorf

Die Obernautalsperre ist die größere der beiden Talsperren des Wasserverbandes Siegen-Wittgenstein. Sie liegt östlich von Netphen und grenzt an den Netphener Stadtteil Brauersdorf. Die Talsperre wurde von 1967 bis 1972 gebaut und dient der Trinkwasserversorgung von Siegen und Umgebung sowie dem Hochwasserschutz. Sie hat ein Volumen von 14,8 Mio. m³. Die gestauten Bäche sind die Obernau und der Nauholzbach. Wenige Kilometer unterhalb der Talsperre mündet die Obernau in die Sieg. Die Orte Obernau und Nauholz sowie ein Teil des Dorfes Brauersdorf mussten dem Stausee weichen bzw. wurden durch das aufgestaute Wasser überflutet.
Die kleinere Talsperre ist die Breitenbachtalsperre bei Hilchenbach. Sie dient ebenfalls zur Trinkwasserversorgung und zum Hochwasserschutz. Sie wurde zwischen 1953 und 1956 gebaut und fasst 7,8 Mio. m³ Wasser.

#### Flüsse

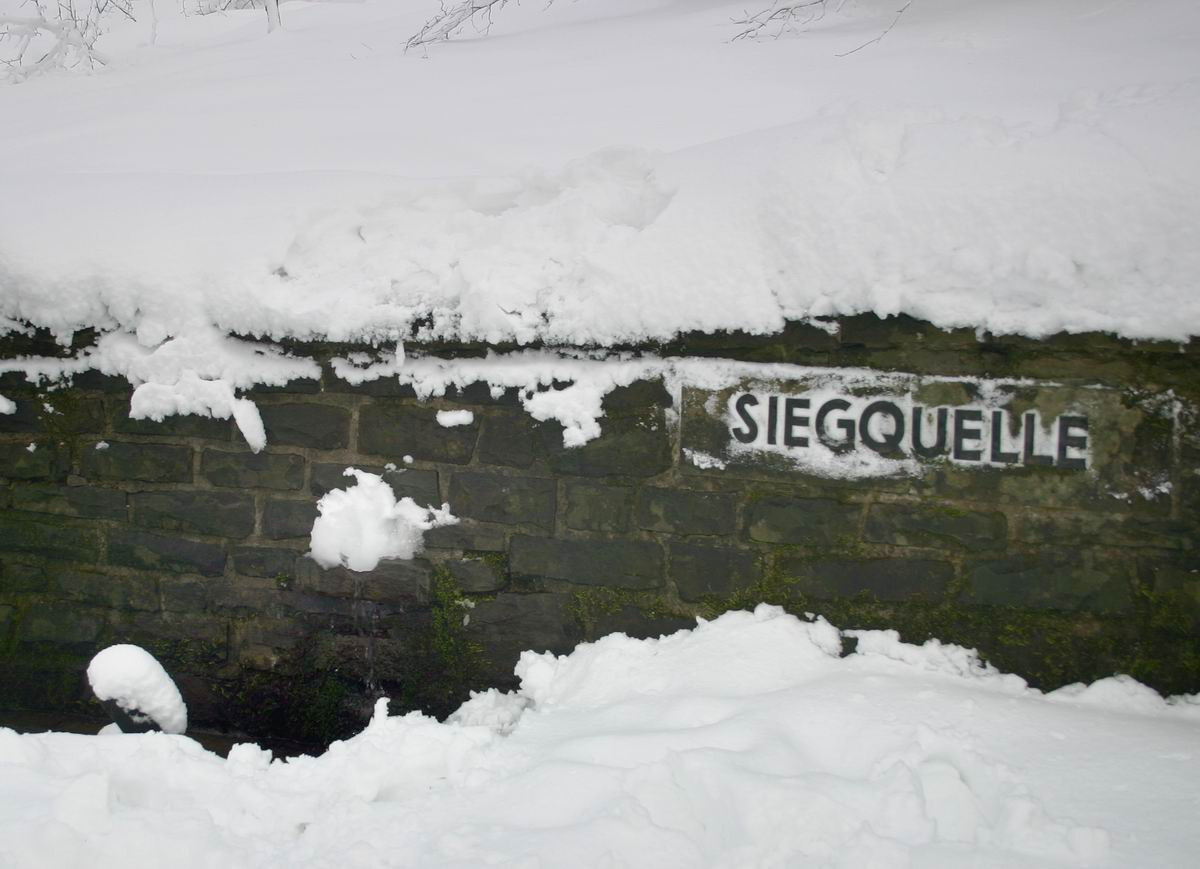
Die Siegquelle bei Walpersdorf

Das Siegerland besteht in der Hauptsache aus dem Einzugsgebiet des Oberlaufes der Sieg, deren wichtigsten Nebenflüsse hier die Heller, die Ferndorf nebst Littfe, die Asdorf (im Siegerland Weibe genannt) und die Weiß sind.
- →Tabellarische Aufstellung der Sieg-Nebenflüsse im Siegerland

Unweit der Siegquelle entspringen auch die gänzlich außerhalb verlaufenden Flüsse Eder (nördlich) und Lahn (südlich), noch weiter südlich deren Nebenfluss Dill, an deren Einzugsgebiet das Siegerland über den Haigerbach einen kleinen Anteil hat.

### Klima
Das Siegerland ist geprägt von viel Niederschlag. Da Deutschland in der Westwindzone liegt und das Siegerland an der Luvseite des von der Kölner Bucht im Westen bis zum Rothaargebirge im Osten stetig ansteigenden Süderberglandes liegt, kommt es dort oft zu Steigungsregen mit erheblichen Niederschlagsmengen. Während im Talkessel der Sieg (im Lee des Biggehochlands), z. B. in Siegen im Jahr nur etwa 900 mm erwartet werden, steigen die Niederschläge im Ederhochland bis auf 1250 mm an. Die Sonnenscheindauer ist daher verhältnismäßig niedrig. Durch die Hügellandschaft treten bei windstillen, klaren Nächten Inversionswetterlagen und Kaltluftseen auf. Dort können empfindlich tiefe Temperaturen erreicht werden, wie z. B. in Netphen.

### Städte und Gemeinden
Die Region um die Stadt Siegen zählt zu den Ballungsgebieten der Bundesrepublik Deutschland. Zum Verdichtungsraum des historischen Siegerland gehören die Städte Hilchenbach, Netphen, Kreuztal, Freudenberg, Siegen, sowie die Gemeinden Wilnsdorf, Burbach und Neunkirchen. In diesem Gebiet leben zusammengenommen ca. 240.000 Einwohner.

## Geschichte

### Wirtschaftsgeschichte

#### Bergbau

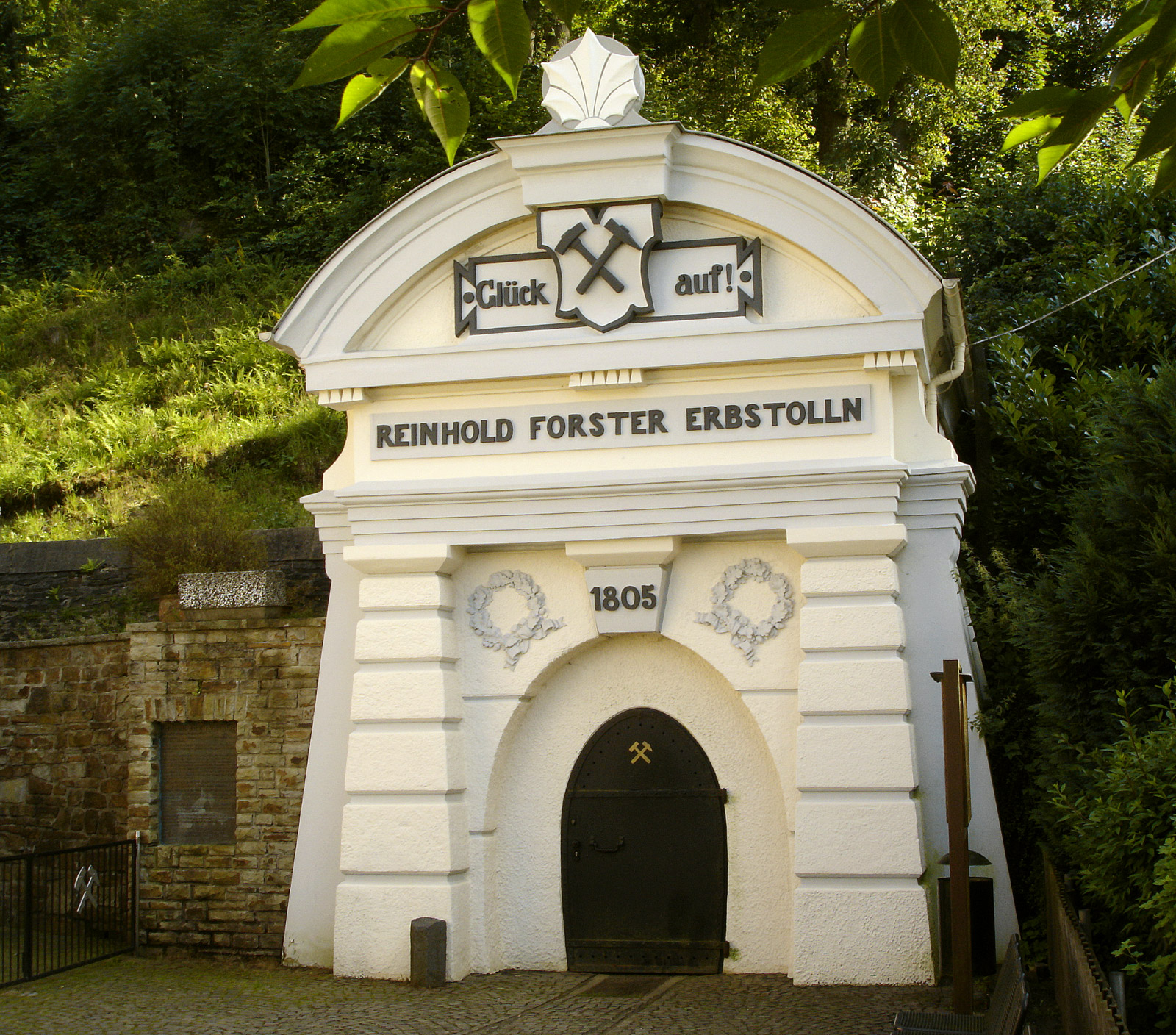
Der längste Stollen im Siegerländer Erzrevier mit über 7.500 Metern

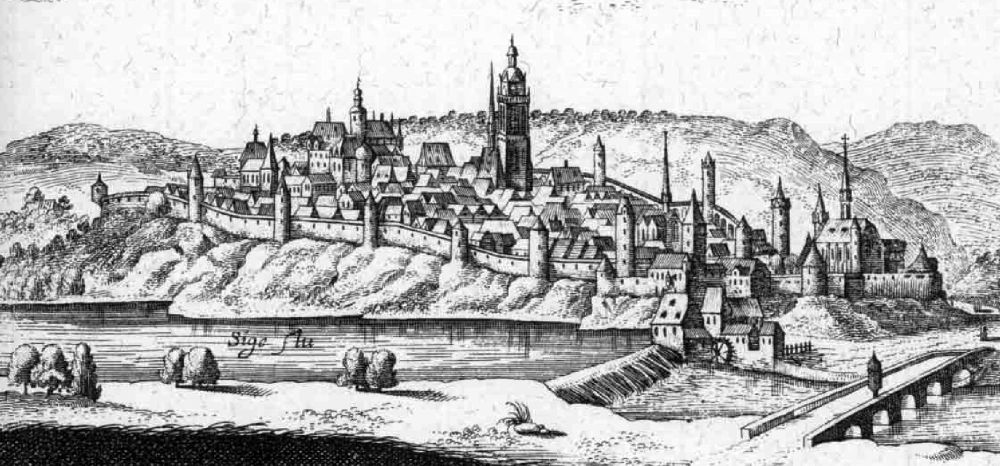
Siegen – Auszug aus der Topographia Hassiae (1655)

Eisengewinnung und Erzbergbau seit 2500 Jahren
Die ersten Spuren des Bergbaus stammen aus der Zeit der Kelten, Zeuge davon ist ein Ofen in Wilnsdorf-Obersdorf aus der Latènezeit um 500 v. Chr.
Das Siegerland, das am 13. November 1351 erstmals nachweisbar unter dieser Bezeichnung (als „Sygernlant“) geführt wurde, war lange von der Gewinnung von Eisenerz und dessen Weiterverarbeitung geprägt.
Mit der Zeit hat sich auch hier der Bergbau verändert. Ab etwa dem 10. Jahrhundert wurde mit dem Stollenbau begonnen, der Schachtbau folgte erst im 15. Jahrhundert. Eine der ältesten urkundlich erwähnten Siegerländer Gruben war Ratzenscheid in Wilnsdorf im Jahr 1298. Ausgrabungen auf dem Altenberg, einer Passhöhe zwischen Littfeld und Müsen, beweisen allerdings einschlägig, dass dort bereits weit vor der Zeit des Bergbaues in Wilnsdorf Schachtbau betrieben wurde. Umfassende Grabungsberichte sowie eine eigens dafür eingerichtete Ausstellung im Deutschen Bergbaumuseum in Bochum geben eindeutiges Zeugnis. Ebenso darf das Bergbaurevier Müsen als eines der ältesten und umfangreichsten im Siegerland angesehen werden („Ich gab dir mein Eisen wohl 1000 Jahr“).
Eine der wohl bekanntesten Gruben dort war der „Stahlberg“ mit seinem einzigartigen Eisenerzvorkommen. Von 1489 bis 1865 gab es verschiedenste Bergordnungen im Siegerländer Erzrevier. Ab den 1850er Jahren wurden Dampfmaschinen eingesetzt, die zur Schachtförderung in größeren Teufen notwendig waren. Ab den 1860ern wurden die Pferdetransporte durch Eisenbahnen ersetzt. Das Siegerländer Erzrevier zog Arbeitskräfte aus der näheren und weiteren Umgebung an und gab vielen Pendlern (auch Wochen-Pendler) Arbeit und Brot.
Der Erzbergbau im Siegerland endete 1965
Mit der Schließung der Gruben Georg in Willroth und Füsseberg in Biersdorf bei Daaden endeten am 31. März 1965 über 2000 Jahre Erzbergbau im Siegerland. Heute ist außer vereinzelten, verschlossenen Stolleneingängen und Schlackehalden in den Wäldern nicht mehr viel zu sehen. Es gibt nur ein paar Ausnahmen, z. B. die Reste der Peterszeche im Buchhellertal zwischen Burbach und Lippe, die bereits 1907 geschlossen wurde. Der Bergbau ist trotzdem heute noch zu spüren, meist in Form von Tagesbrüchen, die z. B. 2003 auf dem Steimel in Neunkirchen und 2004 am Rosterberg in Siegen aufgetreten sind. Der Bergbau war mit zehntausenden Arbeitsplätzen Arbeitgeber Nummer eins.
Das Siegerländer Erzrevier reicht von Hilchenbach bis Neuwied in den Landschaften von Siegerland, Westerwald und teils auch dem südlichen Sauerland. Hier wurden schätzungsweise knapp 175 Mio. Tonnen Eisenerz in fast 5000 Gruben abgebaut. Die meisten und die tiefsten waren im Gebiet um Siegen. Neben Eisenerz gehörten Blei, Kupfer und Zink nicht selten dazu, im Gegensatz zu z. B. Silber, das nur in wenigen Gruben gefördert wurde. Die tiefste Grube war Eisenzecher Zug in Eiserfeld von 1495 bis 1960 mit einer Gesamtteufe von 1343,33 Metern.
Die Stahlerzeugung und -verarbeitung war und ist noch immer ein wesentlicher Bestandteil der heimischen Industrie.

#### Eisen- und Stahlerzeugung
Das in den Bergwerken geförderte Eisenerz wurde oft im selben Ort zu Stahl und Eisen verarbeitet. Nach dem Abbau wurde es mit Hilfe von Pferdefuhrwerken und später mit Kleinbahnen zu den Aufbereitungsanlagen in der Nähe der Gruben gefahren. Dort wurden die Erze gebrochen und gemahlen. Die Stahlerzeugung fand in Hochöfen in den sogenannten „Hütten“ statt. In den meisten Orten im Siegerland gab es mindestens eine Hütte. Im Jahr 1415 gab es 25 Eisenhütten im Siegerland, 1444 waren es 35 Hütten (davon acht Hammerhütten [HH]), 1463 40 (12 HH) und 1505 44 (16 HH) Hüttenwerke. Im Jahr 1555 erließ der Landesherr die Verordnung, dass keine neuen Hütten mehr gebaut werden sollten. Die bestehenden wurden jedoch ausgebaut. Ein Großteil der Hütten wurde zunächst der van der Zypen & Wissener Eisenhütte AG Köln-Deutz angegliedert und 1924 mit in die Vereinigte Stahlwerke (VSt) übernommen sowie am 19. Mai 1934 im Zuge der Neugliederung der VSt als Hüttenwerke Siegerland AG unter ihrem langjährigen Leiter Karl Grosse neu aufgestellt und schließlich ab 1994 mit der Hoesch Stahl AG verschmolzen. Durch die vielen Hütten bekam das Tal Siegen-Geisweid-Kreuztal den Namen Hüttental.
Die größten und bedeutendsten Hütten waren:
- Marienhütte in Eiserfeld von 1876 bis 1925
- Eiserfelder Hütte in Eiserfeld von 1463 bis 1972
- Boschgotthardshütte in Weidenau von 1467 bis 1952
- Charlottenhütte in Niederschelden von 1864 bis 1966, ging 1926 als damals größtes Siegerländer Unternehmen in den Besitz der Vereinigten Stahlwerke über und gehört heute zum Hoesch-Konzern
- Haardter Hütte in Weidenau (Haardt) von 1417 bis 1929
- Kreuztaler Hütte in Kreuztal von 1865 bis 1926
- Geisweider Eisenwerke in Geisweid ab 1845
- Birlenbacher Hütte in Geisweid von 1463 bis 1971; war im Herbst 1854 das erste Hüttenwerk im Siegerland, das den maschinellen Betrieb einführte
- Hainer Hütte in Siegen
- Beelenhütte in Salchendorf von 1716 bis 1873; später Freier Grunder Eisen- und Metallwerke von 1905 bis März 1985, heute SSI Schäfer
- Friedrichshütte in Neunkirchen / Herdorf von 1871 bis 1968

In Eisen- und, in vielen Fällen, Walzengießereien wurde das Eisen gegossen
- Eisengießerei Buschhütten ab dem 15. Jahrhundert
- Walzengießerei Irle in Deuz 1847–heute
- Walzengießerei in -dreherei Peipers in Siegen 1882–1927; 1916: Angliederung Hainerhütte
- Walzengießerei Gontermann in Kaan-Marienborn bis 1927
  - ab 1927 Gontermann & Peipers

Nach dem Gießen wurden die Werkstücke umgeformt. Dies geschah auf drei verschiedene Methoden.
- In Hammerwerken wurden Schmiedeeisen als Halbzeuge hergestellt, anfangs mit Wasser-, später mit Dampfkraft. Unter Stahlhämmern wurde Eisen zu Stahl verarbeitet.
- In Walzwerken wurden Bleche und dünnes Material gewalzt, zum Beispiel in:
  - Walzwerk Steinseifer in Eiserfeld, 1865–1925
  - Eichener Walzwerk in Eichen ab 1883. Dort wurde im Oktober 1910 eine Beschäftigtenanzahl von 450 und somit 150 mehr als noch drei Jahre zuvor vermerkt;[5] 1917 zu Charlottenhütte (Niederschelden)
- In jedem Ort waren Schmieden zu finden. Der Schmied war der angesehenste Beruf im alten Siegerland. Zahlreiche Richtungen gab es, die alles aus Eisen oder Stahl herstellten, was gebraucht wurde.

Bergbau, Verhüttung und Eisenerzeugung waren bis Mitte der 1960er Jahre die Industrieschwerpunkte. Die vielen Gruben im Gebiet rund um Siegen, dem „Siegerländer Erzrevier“ waren ein wichtiger Wirtschaftszweig. Tausende Arbeitsplätze mussten nach dem Ende des Abbaus durch andere ersetzt werden und für viele durch das Erz reich gewordene Orte und Gemeinden begann ein wirtschaftlicher Rückgang.

#### Leimsiederei
Bei der Leimsiederei wurde aus tierischen Abfällen Hautleim hergestellt. Diese Industrie war zunächst eine Begleiterscheinung des regionalen Gerbereigewerbes, bevor sie sich zu einem eigenständigen Industriezweig ausbildete. Nach dem Aufschwung im 19. Jahrhundert und zu Beginn des 20. Jahrhunderts setzte nach dem Zweiten Weltkrieg der Niedergang der Leimindustrie im Siegerland ein. 1983 schloss die letzte Siegerländer Hautleimfabrik in Haiger.

### Eisenbahn im Siegerland
In den 1850er Jahren hatte Preußen Interesse daran, die Erzvorkommen im Siegerland mit den Ruhrhütten sowie der Rhein-Main-Region mit einer Eisenbahnstrecke zu verbinden. Die Köln-Mindener Eisenbahn-Gesellschaft erhielt die Konzession zum Bau der Strecke Köln-Gießen. 1859 wurde mit dem Bau begonnen. An der Grenze zum heutigen Lahn-Dill-Kreis stieß man jedoch auf eine Schwierigkeit, da das noch eigenständige Herzogtum Nassau seine Berechtigung zum Bau durch sein Hoheitsgebiet geben musste. Diese Erlaubnis erteilte Nassau im Jahr 1860. Von Betzdorf gab es eine Abzweigung über das Siegtal nach Siegen. Diese Strecke wurde am 28. Dezember 1860 erstmals befahren und am 10. Januar 1861 offiziell eröffnet. Bereits am 5. August 1861 wurde eine weitere Verbindung nach Siegen eingeweiht. Die Ruhr-Sieg-Strecke führte über das Tal der Littfe nach Ernsdorf (Kreuztal) und weiter nach Siegen. Die Fertigstellung der Bahnen ließ die heimische Industrie rasant wachsen und die Förderung der Gruben sprunghaft ansteigen. Die neuen Verkehrswege ermöglichten einen günstigeren Versand von Erzen und einen billigeren Bezug von Koks für die Hochöfen der Hütten.

Einfahrt der ersten Bahn im Salchendorfer Bahnhof

Nach dem rasanten Anstieg der Erzförderung wurden Rufe nach engeren Verbindungen laut, da die Erzvorräte bisher teils noch per Pferdewagen zu den Bahnhöfen gebracht wurden. Mit der Eisern-Siegener Eisenbahn (ESE) wurde 1880 die erste von später vier Kleinbahnen eröffnet, die die Staatsbahn mit den nicht zentralen Orten verbunden. Die Bahn wurde hauptsächlich zum Anschluss der Hütten und Gruben im Siegener Süden, in Eiserfeld und Eisern gebaut, führte aber ab 1901 in entgegengesetzter Richtung auch bis Kaan-Marienborn. Alle größeren Gruben waren entweder direkt oder durch eine Schmalspurbahn angeschlossen. Die umfangreichste führte von Eiserfeld ins Kesselborntal zur Grube Eisenzecher Zug. In den 1890er Jahren wurden im Freien Grund ebenfalls Planungen zum Bau einer Bahn zur Verbindung der Gruben gemacht. Ursprünglich sollte diese Bahn bis nach Wilgersdorf führen. Dieser Plan wurde jedoch aufgrund Geländeschwierigkeiten verworfen. Die Freien Grunder Eisenbahn wurde 1907 eröffnet, führte bis nach Unterwilden und wurde für Güter- und Personenverkehr ausgelegt. Angeschlossen wurden wie bei der ESE alle größeren Gruben, entweder mit einer eigenen Anschlussbahn oder, wie bei Pfannenberger Einigkeit, direkt. Zahlreiche Anschlussbahnen wie im Kunstertal bei Struthütten (1864), nach Gosenbach zur Grube Storch & Schöneberg (1871) oder zu den Müsener Gruben (1884) entstanden nach dem Bau von Bahn und Kleinbahnen und lösten somit die alten Seil- oder Pferdebahnen ab. 1888 schuf die Bahnstrecke Kreuztal–Cölbe eine direkte Verbindung von Kreuztal über Hilchenbach nach Erndtebrück. 1906 wurde die Kleinbahn Weidenau–Deuz eröffnet, die das Oberste Siegtal mit Siegen verbinden sollte. Die Bahn wurde für Personen- und Güterverkehr gebaut und verband neben den Ortschaften bis Werthenbach auch die Industrie in Dreis-Tiefenbach und Deuz.
Zur Zeit des Bahnbaus 1861 war eine direkte Verbindung von Siegen nach Dillenburg noch nicht möglich, dies stellte ein großes betriebliches Problem dar. Diese Verbindung folgte erst 1915 durch den Bau des Niederdielfener und des Rudersdorfer Viadukts sowie des Rudersdorfer Tunnels. Damit war auch eine direkte Verbindung nach Dillenburg geschaffen und somit 30 km Fahrtstrecke von Siegen nach Dillenburg eingespart. 1904 wurde die Siegener Kreisbahn gegründet. 1908 erhielt sie die Erlaubnis zur Güterbeförderung. Ab den 1920er Jahren wurden bei den Bahnen zahlreiche Modernisierungen durchgeführt. Eine kurze Blütezeit des Bahnverkehrs begann.

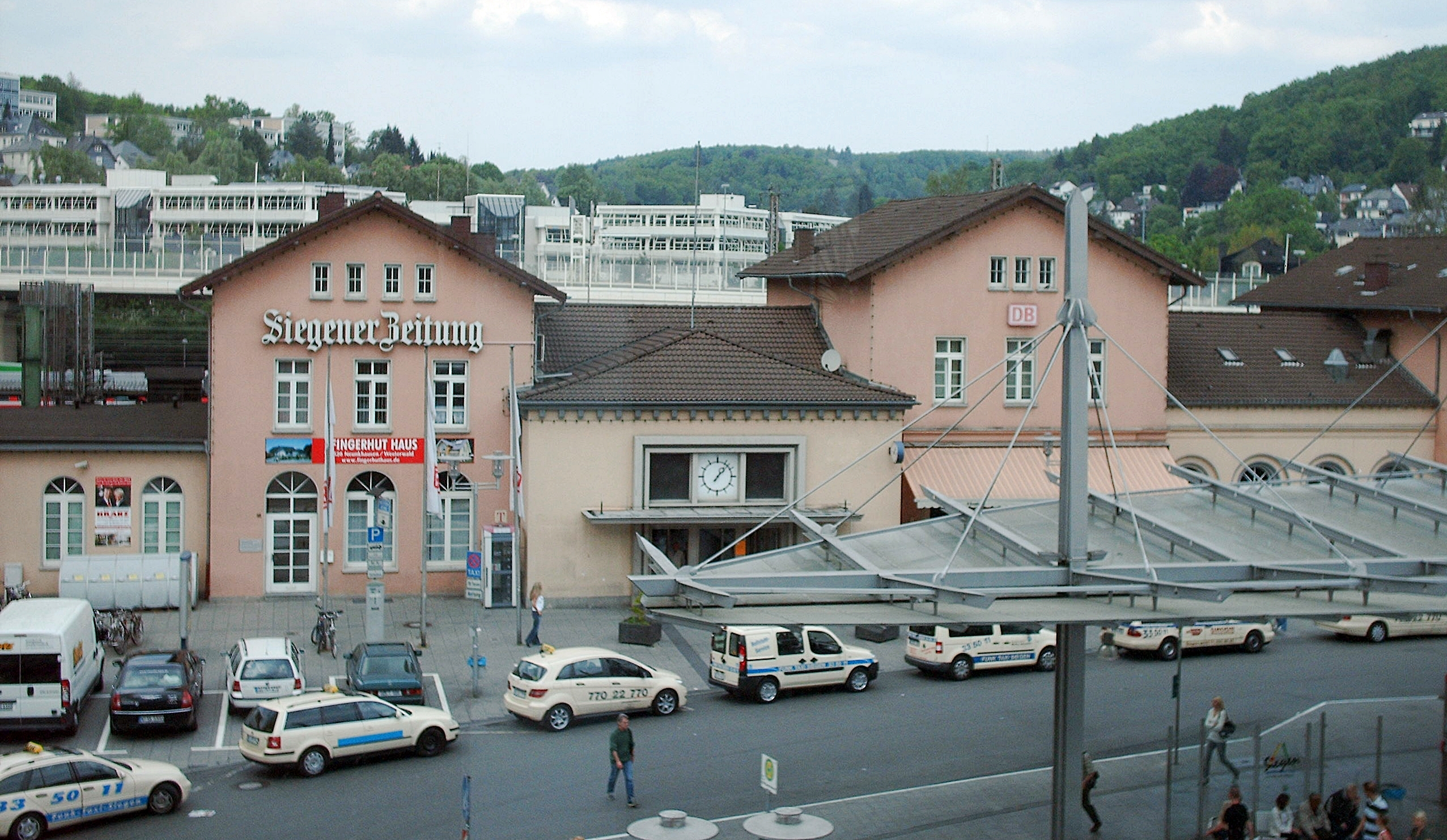
Siegen Hauptbahnhof

Im Zweiten Weltkrieg wurden die Bahnstrecken größtenteils zerstört oder beschädigt. Nach dem Krieg und dem Wiederaufbau der Strecken ging es bergab mit den Kleinbahnen. 1947 übernahm die Kreisbahn die Betriebsführung der ESE, die 1953 komplett aufgelöst wurde. Die Strecken wurden nochmals modernisiert und elektrifiziert, doch bereits gegen Ende der 1950er zeichnete die langsame Einstellung des Güterverkehrs, auch bedingt durch das Sterben des Bergbaus und die abnehmenden Personenzahlen ein düsteres Bild. Bis 1979 wurden die Strecken größtenteils stillgelegt. Auch bei der Freien Grunder Eisenbahn (FGE) wurde 1950 der Personen-, 1963 der Güterverkehr auf dem größten Stück der Strecke zwischen Salchendorf und Unterwilden eingestellt. Nachdem die Gruben stillgelegt wurden und der Personenbetrieb sich nicht mehr lohnte, ging die FGE 1970 komplett an die Kreisbahn über. Bei der Kleinbahn Weidenau-Deuz entwickelte sich der Güterverkehr auch gegen Ende der 1960er noch positiv, nachdem 1968 der Personenverkehr eingestellt wurde. Auf der Bahnstrecke Kreuztal–Cölbe werden neben Gütern auch heute noch Personen befördert. Heute hält die 2005 in „Kreisbahn Siegen-Wittgenstein“ umbenannte Siegener Kreisbahn fast alle Gleisstrecken und bedient noch diverse Firmen. Bei der FGE sind dies die Schäfer-Unternehmen in Salchendorf, bei der Kleinbahn Weidenau-Deuz wird die Strecke noch bis Dreis-Tiefenbach genutzt. Die ESE ist fast vollständig abgebaut.

### Politische Geschichte
Nachdem Heinrich der Reiche 1250 verstorben war, teilten seine Söhne sein Land unter sich auf. Otto I. erhielt die Lande rechts der Lahn und damit auch das Siegerland. Seine drei Söhne teilten nach Ottos Tod (1290) und anfänglichem Regieren 1301 ihr Land in die Stämme Nassau-Hadamar, Nassau-Dillenburg und Nassau-Siegen. Damit entstand erstmals die Grenze zwischen Wilnsdorf und dem benachbarten Haiger über die Kalteiche. Nachdem die Brüder von Heinrich III. gestorben waren, vereinigte er die nassauischen Lande wieder. Diese Vereinigung hielt bis 1606. Die fünf Söhne von Johann VI. teilten das Land in die fünf Linien Diez, Hadamar, Beilstein, Dillenburg und Siegen auf. Diese „Kleinstaaterei“ fand zehn Jahre später mit der Dreiteilung des Siegerlandes ihren Höhepunkt. Johann der Mittlere von Nassau-Siegen wollte der fortwährenden Teilung der Ländereien ein Ende setzen und führte 1607 das Erbrecht des Erstgeborenen ein. Sein ältester Sohn starb allerdings 1617 und sein zweitältester Sohn, Johann der Jüngere, war seit 1613 katholisch. Er erhielt die Erbansprüche mit der Bedingung, an der Religion des Landes nichts zu ändern. Im Jahr 1621 hob Johann der Mittlere das Alleinrecht des Erstgeborenen auf und teilte sein Land in drei selbstständige Grafschaften.
Seit der Zuteilung des Landes an Preußen im Wiener Kongress 1814/15 gehörte der zuvor zum Fürstentum Nassau-Siegen gehörende Kern des Siegerlandes zunächst zum Regierungsbezirk Koblenz der Provinz Großherzogtum Niederrhein und ab 1817 zum Regierungsbezirk Arnsberg der Provinz Westfalen. Der Kreis Siegen entstand und wurde in die Bürgermeistereien Burbach, Dresselndorf, Eiserfeld, Ferndorf, Freudenberg, Keppel, Netphen, Neunkirchen, Weidenau und Wilnsdorf unterteilt. Siegen und Hilchenbach blieben bis zum Schluss amtsfreie Städte. 1844 erfolgte die Umbenennung in „Ämter“. Nach der Auflösung des Deutschen Bundes 1866 und der Gründung des Norddeutschen Bundes, der 1871 zum Deutschen Reich erweitert wurde, blieb der Kreis in der Provinz Westfalen des Königreiches / Freistaates Preußen. Dies änderte sich 1946 mit dessen Auflösung und der Bildung Nordrhein-Westfalens. 1966 wurden die Ämter Eiserfeld und Weidenau aufgelöst und mit Gemeinden aus umliegenden Ämtern die drei Städte Eiserfeld, Siegen und Hüttental gebildet, die seit 1974 gemeinsam die Stadt Siegen bilden. 1969 folgte die Auflösung aller Ämter und die Neubildung von sieben Städten und Gemeinden.
Kulturell und sprachlich orientiert sich das Siegerland an den hessischen und Westerwälder Nachbarn. Westfälische Einflüsse in Architektur sind nur an der Grenze zum Sauerland zu finden, das sich historisch, religiös sowie sprachlich streng vom Siegerland abgrenzt.

## Wirtschaft und Infrastruktur

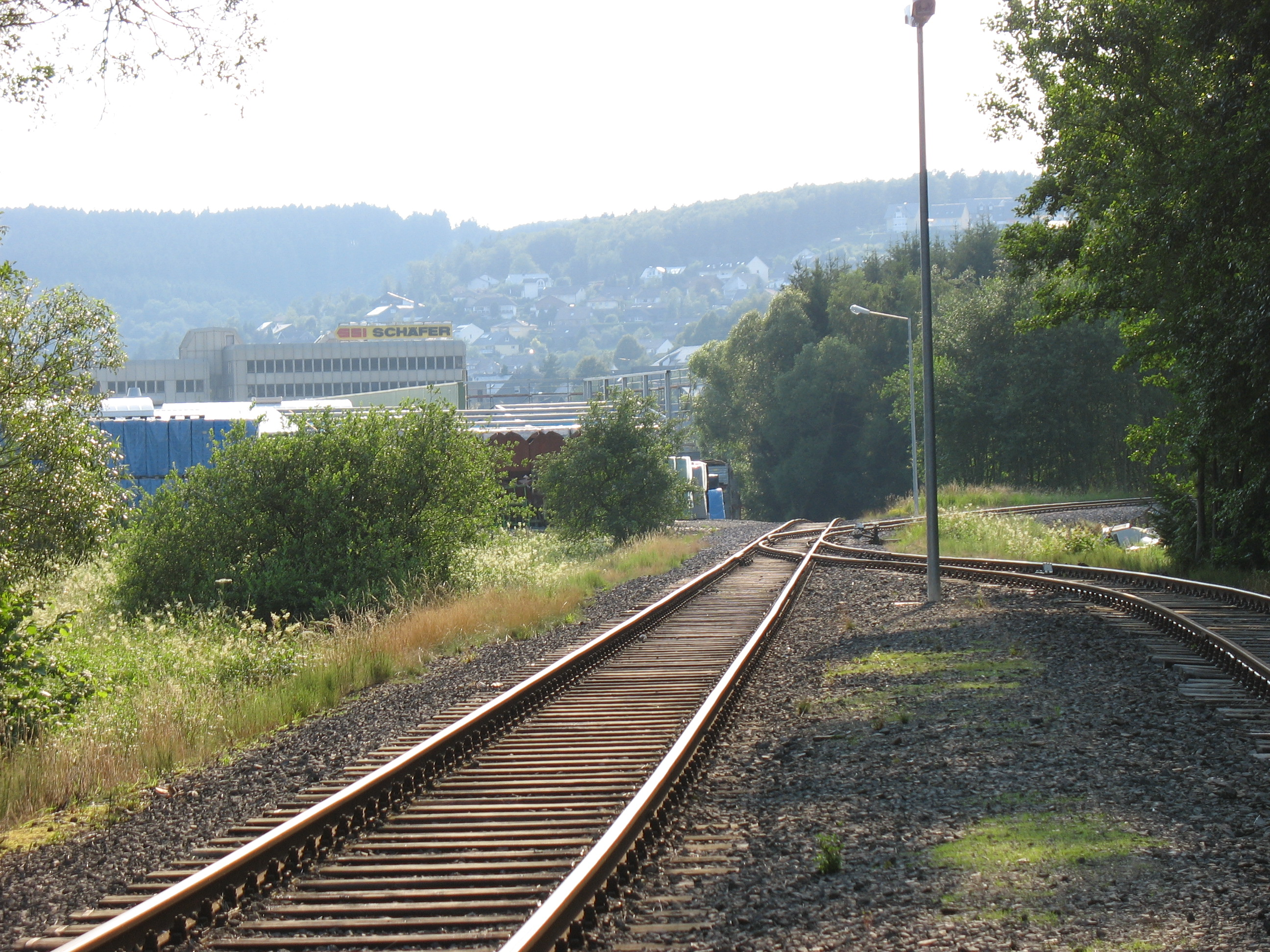
SSI Schäfer ist eines der größten Unternehmen im Siegerland, hier in Neunkirchen

### Industrie und Unternehmen
Das Siegerland ist der Standort vieler traditionsreicher Firmen, meist tätig in der Stahlindustrie, denn hier liegen die Anfänge.

#### Eisen- und Stahlindustrie
Bergbau, Verhüttung und Eisenerzeugung legten bis Mitte der 1960er Jahre einen Grundstein in der heimischen Industrie. Nach dem Ende des Bergbaus 1965 war das Sterben der Hüttenwerke vorprogrammiert. Neue Arbeitsplätze mussten geschaffen werden. Durch das Know-how der Siegerländer im Bereich der Stahl- und Blechverarbeitung ist dieser Wirtschaftszweig gewachsen. Firmen wie Walzen Irle, SMS Siemag, die Schäfer Gruppe (Schäfer Werke, SSI Schäfer, EMW und SSI Schäfer Shop), Thyssenkrupp (Eichen / Ferndorf) und die Deutsche Edelstahlwerke Specialty Steel (Geisweid) sind dort tätig.

#### Brauereien
Ein weiterer Schwerpunkt liegt im Bereich Brauereien. Bekannte Marken wie Krombacher (aus Kreuztal-Krombach) oder Eichener (aus Kreuztal-Eichen), sowie Irle, Erzquell und Ilsen-Bräu (aus Kreuztal-Littfeld) kommen aus dem Siegerland.

#### Weitere bedeutende Unternehmen und Institutionen
- Universität Siegen, Siegen
- WaldrichSiegen, Burbach (Maschinenbau)
- Alstom, Dreis-Tiefenbach (ehemals Bombardier Transportation, Adtranz und Waggon Union; Bau von Bahnwaggons)
- Thyssenkrupp AG (ehemals Hoesch AG), Ferndorf und Eichen (Stahlindustrie)
- The Coatinc Company, Siegen (Metal- und Stahlverarbeitung)
- Outokumpu Nirosta, Wilnsdorf (Edelstahl-Servicecenter)[7]
- Siegenia-Aubi, Niederdielfen (Beschlagtechnik, Lüftungstechnik)
- Dynamit Nobel AG, Würgendorf (Chemie)
- Gontermann-Peipers, Siegen (Walzwerkswalzen und Gussprodukte)
- Walzen Irle (Walzen und Gussprodukte)
- SMS Siemag AG, Hilchenbach (Hütten- und Walzwerkstechnik)
- Schäfer Gruppe (Lager- und Logistiksysteme, Stahlverarbeitung, Versandhandel für Unternehmensausstattung)
- BGH Edelstahl[8]
- Dometic GmbH, Siegen (Kaan-Marienborn) (Caravaninstallationen sowie Kühltechnik)
- Erndtebrücker Eisenwerk, Erndtebrück (Stahlrohre)
- EJOT, Bad Berleburg und Bad Laasphe (Schrauben und Verbindstechnik)
- Utsch AG, Siegen (Kfz-Kennzeichen)
- Lindenschmidt Umweltservice, Krombach[9]
- DATASEC information factory, Siegen[10]

### Verkehr
Die Bundesstraße 54 führt von Süden nach Norden durch das komplette Siegerland. Dabei durchquert die Straße die Gemeinden und Städte Burbach, Wilnsdorf, Siegen und Kreuztal. An mehreren Stellen hat sie Anschluss an die Bundesautobahn 45 (Sauerlandlinie), die Hüttentalstraße (HTS) und im Süden an den Flughafen Siegerland. Ebenfalls quer durch das Siegerland führt die B 62. Sie verläuft erst aus südwestlicher Richtung kommend aus Rheinland-Pfalz über Mudersbach nach Siegen, dann weiter in östlicher Richtung über Netphen ins Wittgensteiner Land.

#### Autobahn 45

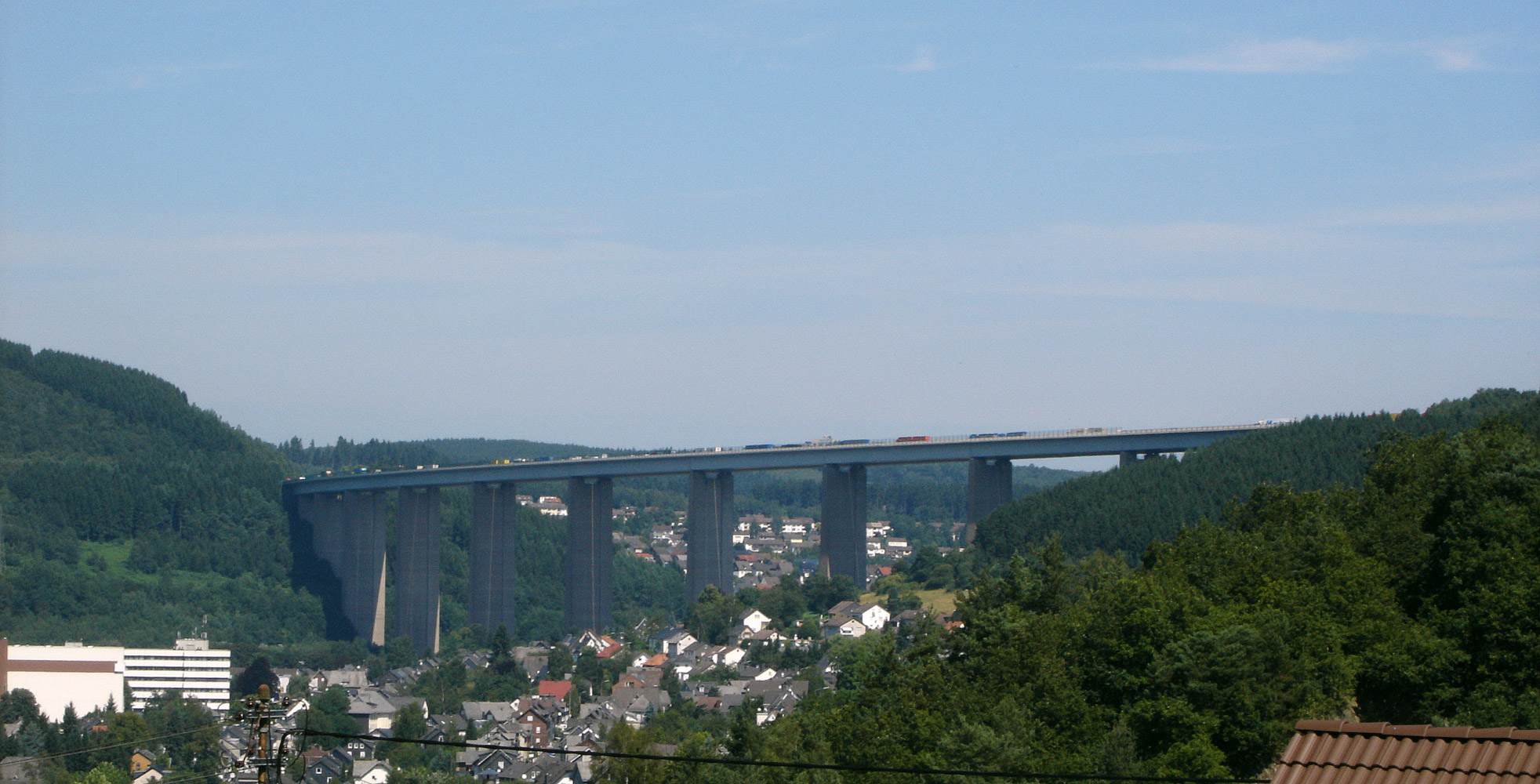
Die Siegtalbrücke ist eine der höchsten Brücken im Verlauf der A 45

Die Planung der Bundesautobahn 45 (Sauerlandlinie) begann 1957. Anfangs war noch nicht sicher, ob sie überhaupt eine Autobahn werden sollte, denn auch ein Ausbau als Kraftfahrstraße wurde diskutiert. Nähere Untersuchungen zeigten dann aber, dass der Ausbau nur als Autobahn sinnvoll sei. Ein „Abfallprodukt“ dieser Planungen ist die Hüttentalstraße, die Siegener Stadtautobahn im Hüttental. Ab 1963 wurde zwischen Dortmund und Westhofen gebaut und bis 1972 war die Autobahn bis Gießen fertiggestellt. Das Teilstück im Siegerland wurde 1967 eröffnet. Die Anschlüsse an die Autobahn im Gebiet sind:
- Kreuz Olpe-Süd mit Anschluss an die Bundesautobahn 4 und die Hüttentalstraße (HTS)
- Abfahrt Freudenberg / Siegen-West
- Abfahrt Siegen mit Anschluss an die HTS
- Abfahrt Siegen-Süd (früher: Siegen-Eisern)
- Abfahrt Wilnsdorf
- Abfahrt Haiger / Burbach

Im Gebiet hat die A 45 insgesamt sieben Talbrücken und eine Hangbrücke. Eine unter ihnen ist die Siegtalbrücke über Eiserfeld mit 1.050 m Länge. Mit fast 96 m Höhe ist sie die höchste Brücke im Verlauf der A 45 und eine der höchsten Autobahnbrücken in Deutschland. Zwischen den Anschlüssen Freudenberg und Siegen befindet sich die Raststätte „Siegerland West“ und auf der Gegenseite die Raststätte „Siegerland Ost“.

#### Hüttentalstraße
Die Hüttentalstraße (HTS) ist die Siegener Stadtautobahn. Sie wurde ab 1978 gebaut und ist seitdem ständig erweitert worden. Von der Anschlussstelle „Siegen-Dreisbach-Europaplatz“ führt sie durch nahezu das komplette Siegener Zentrum (Stadtmitte, Sieghütte, Weidenau, Geisweid) nach Kreuztal. Seit Juni 2006 ist sie bis Krombach, und seit November desselben Jahres bis zum Autobahnkreuz „Olpe-Süd“ (A 45/A 4) mit direktem Übergang auf die A 4 befahrbar. Im Verlauf gibt es zehn Abfahrten, zwei Tunnel und vier Verzweigungen. Der Ziegenbergtunnel hat eine Länge von 330 m und wurde von 1994 bis 1998 gebaut. Viele Anschlüsse zu verschiedenen Bundesstraßen und an beiden Enden zur A 45 entlasten das Verkehrsnetz in der Siegener Innenstadt. Seit April 2010 wird die HTS in südlicher Richtung über Niederschelden bis nach Niederschelderhütte in Rheinland-Pfalz weiter gebaut. Der Siegener Stadtteil Eiserfeld wurde dabei mit einem Abzweig in und aus Richtung Siegen angebunden.

#### Flughafen Siegerland

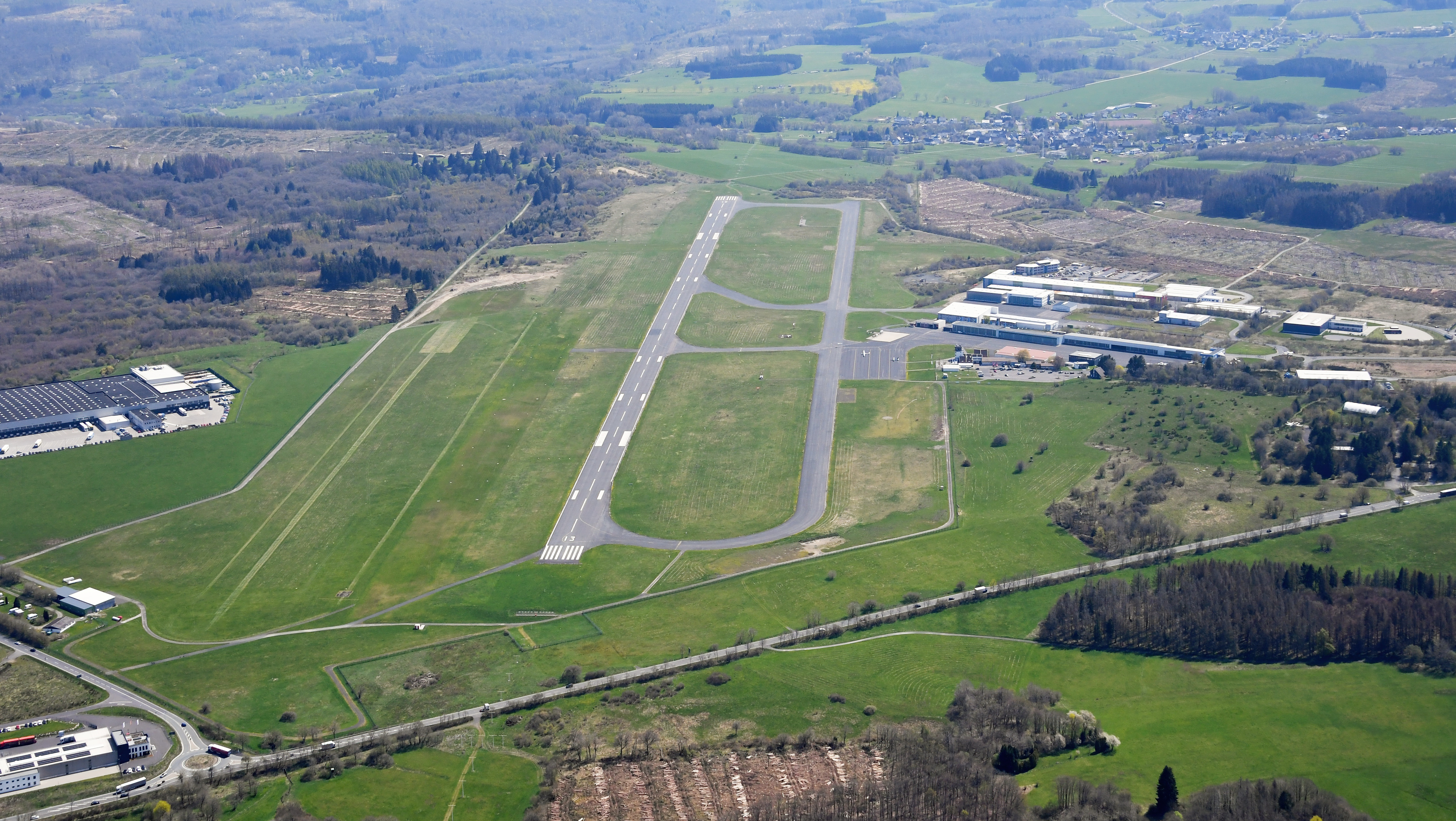
Der Flughafen Siegerland liegt geografisch im Westerwald, politisch im Kreis Siegen-Wittgenstein

Der Flughafen Siegerland ist ein zwischen Lützeln und Lippe im südlichen Gebiet der Gemeinde Burbach gelegener Verkehrsflughafen. Seit den 1930er Jahren gab es dort einen Landeplatz. Im Jahr 1967 wurde er als Verkehrsflughafen eröffnet und ist seitdem der einzige Flughafen der Region. Der Flughafen liegt auf 599 m Höhe und ist damit einer der am höchsten gelegenen Verkehrsflughäfen in Deutschland. Über die B 54 ist der Flughafen Siegerland an die A 45 angeschlossen.

#### Öffentlicher Nahverkehr
Der öffentliche Nahverkehr wird durch Bus und Bahn getragen. Die VWS und der Busverkehr Ruhr-Sieg (BRS) stellen dabei den Busverkehr im Kreis Siegen-Wittgenstein sowie teilweise auch im Landkreis Altenkirchen (Westerwald); darüber hinaus betreibt die Firma Martin Becker noch eine Stadtbuslinie in Betzdorf. Bedingt durch die Landesgrenze gibt es im Siegerland zwei Verkehrsverbünde für den ÖPNV. Im Kreis Siegen-Wittgenstein ist dies die Verkehrsgemeinschaft Westfalen-Süd (VGWS), im Landkreis Altenkirchen (Westerwald) der Verkehrsverbund Rhein-Mosel (VRM). Bei grenzüberschreitenden Fahrten gilt der VGWS-Tarif.
Der Güterbahnverkehr wird von der Deutschen Bahn und der Siegener Kreisbahn betrieben. Regionale Bahnstrecken wie die Bahnstrecke Betzdorf–Haiger (Hellertalbahn) von Betzdorf bis Dillenburg, die Daadetalbahn von Betzdorf nach Daaden oder die Rothaarbahn von Kreuztal nach Bad Berleburg schaffen schienengebundene Personenverkehrs-Verbindungen auf „Dorfebene“.

### Wasserversorgung
Die Wasserversorgung im Siegerland wird über den Wasserverband Siegen-Wittgenstein (WVS) gewährleistet. Dieser hält zur Verteilung des Trinkwassers ein 306 Kilometer langes Transportleitungsnetz bereit. Der Durchmesser der Rohrleitungen variiert zwischen 100 und 800 mm. Im grob zwischen Freudenberg im Westen und Bad Berleburg im Osten sowie Hilchenbach im Norden und Burbach im Süden skizzierten Gebiet dienen, unterstützt von 27 Pumpwerken, 24 Hochbehälter mit einem Gesamtfassungsvermögen von 54.000 m³ der Aufrechterhaltung der Wasserverteilung in der Region. Einer dieser Hochbehälter ist beispielsweise der „Bürbacher Kopf“ in Siegen. Zu den Pumpwerken zählt das Grundwasserwerk „Pützhorn“ an der Eiserfelder Straße. Letzteres wurde in den Jahren 1939 und 1940 erbaut und verursachte Baukosten von 250.000 Reichsmark. Zum Wasserversorgungssystem zählen ebenso die beiden Talsperren Obernautalsperre und Breitenbachtalsperre wie auch die in Dreis-Tiefenbach befindliche Aufbereitungsanlage.

### Bildung
Siegen verfügt über drei Berufskollegs, eins für Technik, eins für Wirtschaft und Verwaltung sowie eins für Allgemeingewerbe, Hauswirtschaft und Sozialpädagogik. Alle drei haben ihren Standort am unteren Fischbacher Berg. Fast jede Gemeinde oder Stadt im Siegerland verfügt über mindestens eine eigene weiterführende Schule. Da es viele kleine Orte gibt, sind die Grundschulen im Laufe der Zeit in den Orten geschlossen und in die Gemeindehauptorte oder in die nächstgelegenen größeren Orte verlagert worden. Neben den schulischen Bildungseinrichtungen gibt es im Siegerland mehrere Büchereien und Volkshochschulen.

#### Universität Siegen

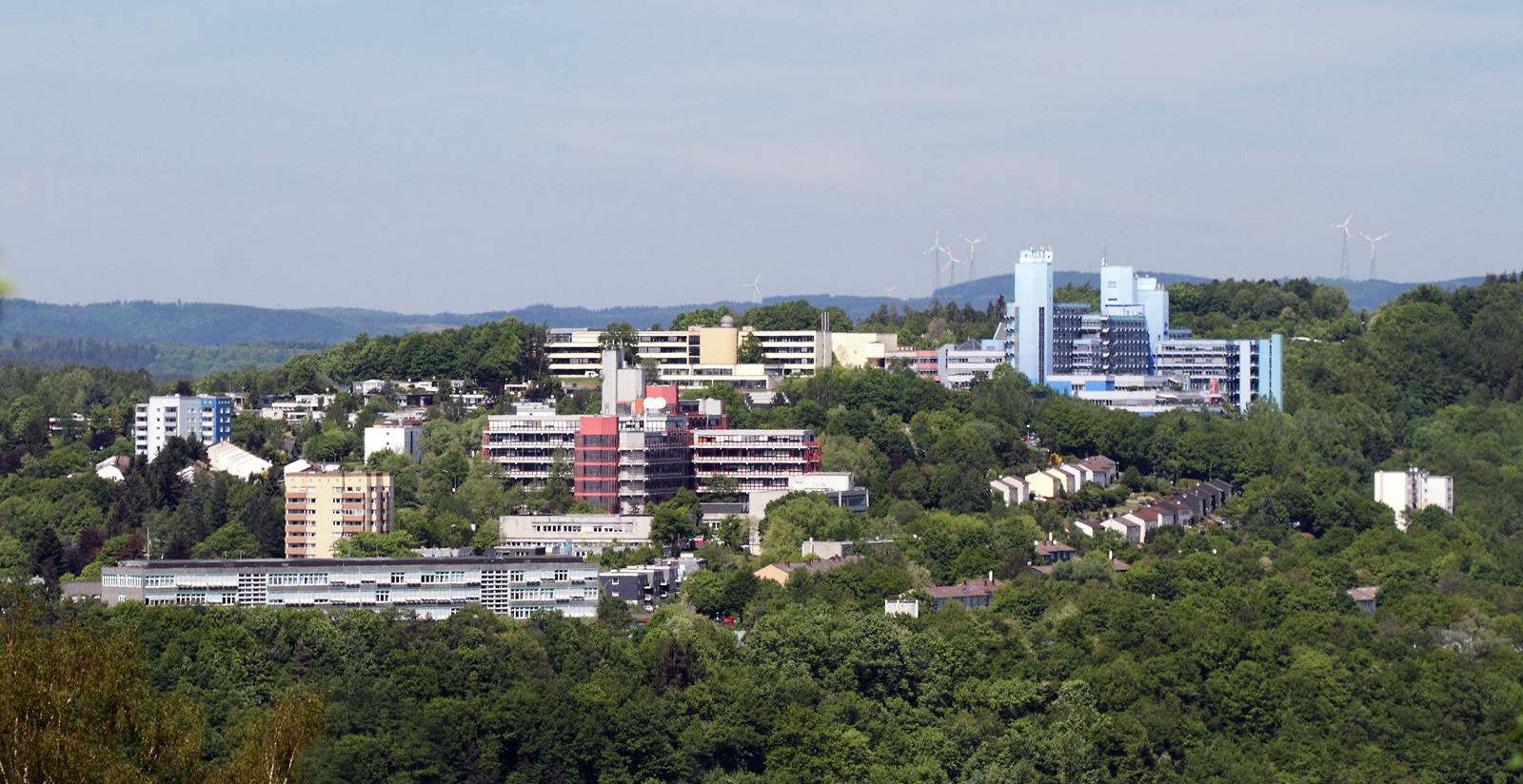
Universität am Haardter Berg

Die Universität Siegen besteht seit 1972 auf dem Haardter Berg. Die Anfänge hatte die Hochschule in der 1853 gegründeten Wiesenbauschule (ab 1962 Staatliche Ingenieurschule für Bauwesen) und der 1964 gegründeten Pädagogischen Hochschule Siegerland. Am 1. August 1971 wurden die Fachschulen Staatliche Ingenieurschule für Bauwesen, Staatliche Ingenieurschule für Maschinenwesen Siegen, Staatliche Höhere Wirtschaftsfachschule Siegen, Staatliche Ingenieurschule für Maschinenwesen Gummersbach und die Höhere Fachschule für Sozialpädagogik im Aufbau Siegen in der „Fachhochschule Siegen-Gummersbach“ zusammengefasst. Am 1. August 1972 wurde die Gesamthochschule Siegen gegründet, seit 2003 trägt sie den Namen „Universität Siegen“. Sie weist aktuell 18.702 Studenten auf und hat rund 2.200 Mitarbeiter.

## Kultur

### Traditionen

#### Hauberg

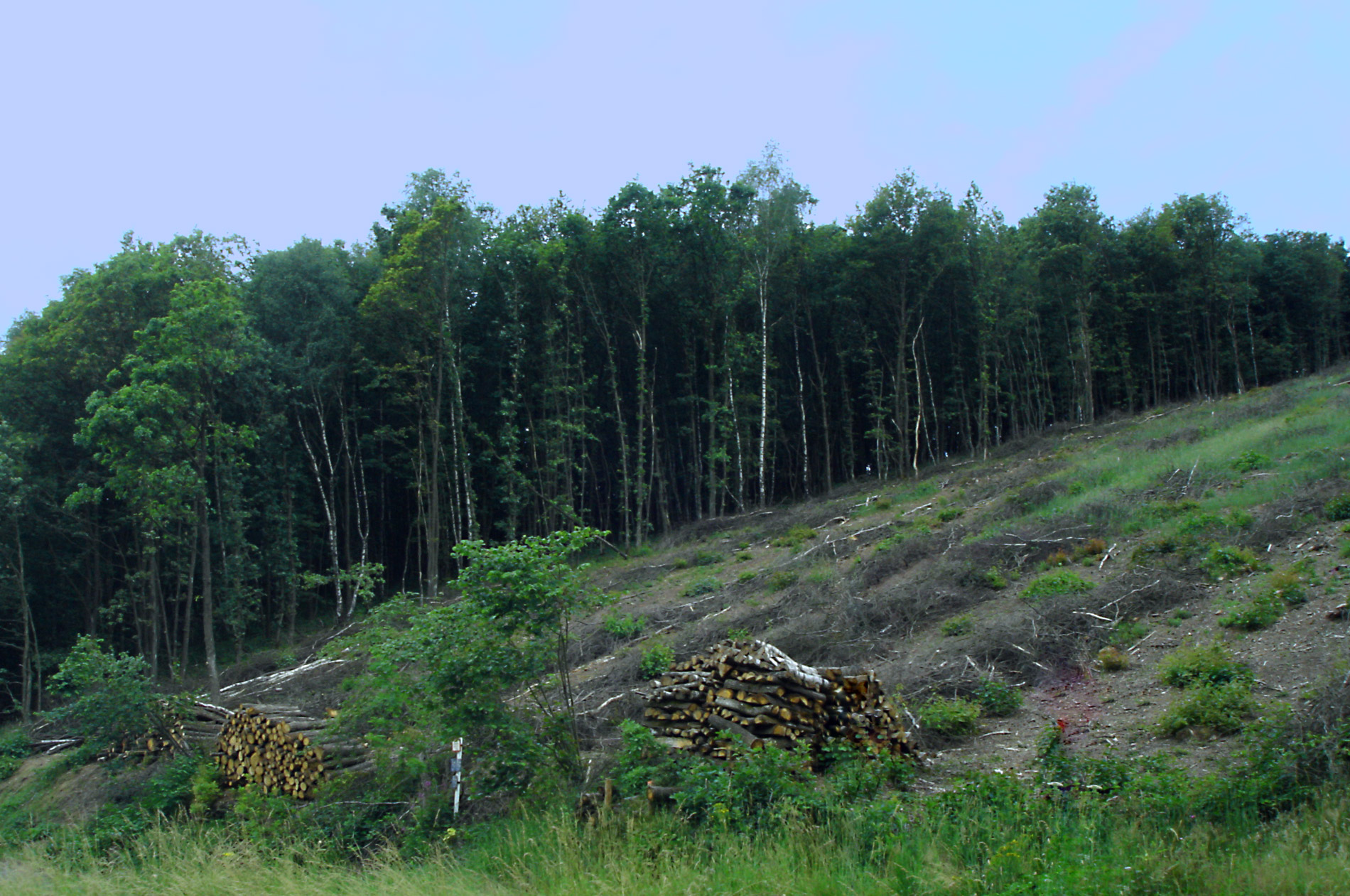
Hauberg wird noch in den meisten Dörfern betrieben, allerdings nicht mehr traditionell

Charakteristisch für diese Gegend sind zudem die Hauberge, in denen bis in die heutige Zeit Holz für den Hausbrand geschlagen wird. In früheren Zeiten wurde das Holz auch für die Herstellung von Holzkohle verwandt. Die Siegerländer hatten dafür bestimmte Techniken und Werkzeuge wie das Knipp (im Hausgebrauch wird hier ein kleines Messer auch „Knippchen“ genannt) und der Lohlöffel. Der Hauberg wird von der Haubergsgenossenschaft verwaltet und jedes Jahr neu zugeordnet. Ein Hauberg wird dabei in viele gleich große Stücke unterteilt. Jeder angemeldete Nutzer erhält dabei jedes Jahr ein anderes Stück Wald. Oft verwendet werden dafür Buchen, Birken oder Eichen. Der Nutzer eines Haubergs hat die Aufgaben, nur markierte Bäume zu fällen und den Wald von Gebüsch und Gestrüpp zu befreien. Holz und geschnittene Äste eines Baumes werden sauber aufgehäuft und gestapelt. Im Siegerland hat das wirtschaftliche „Nachpflanzen“ eines Waldes durch den Hauberg seinen Ursprung.

#### Kohlenmeiler

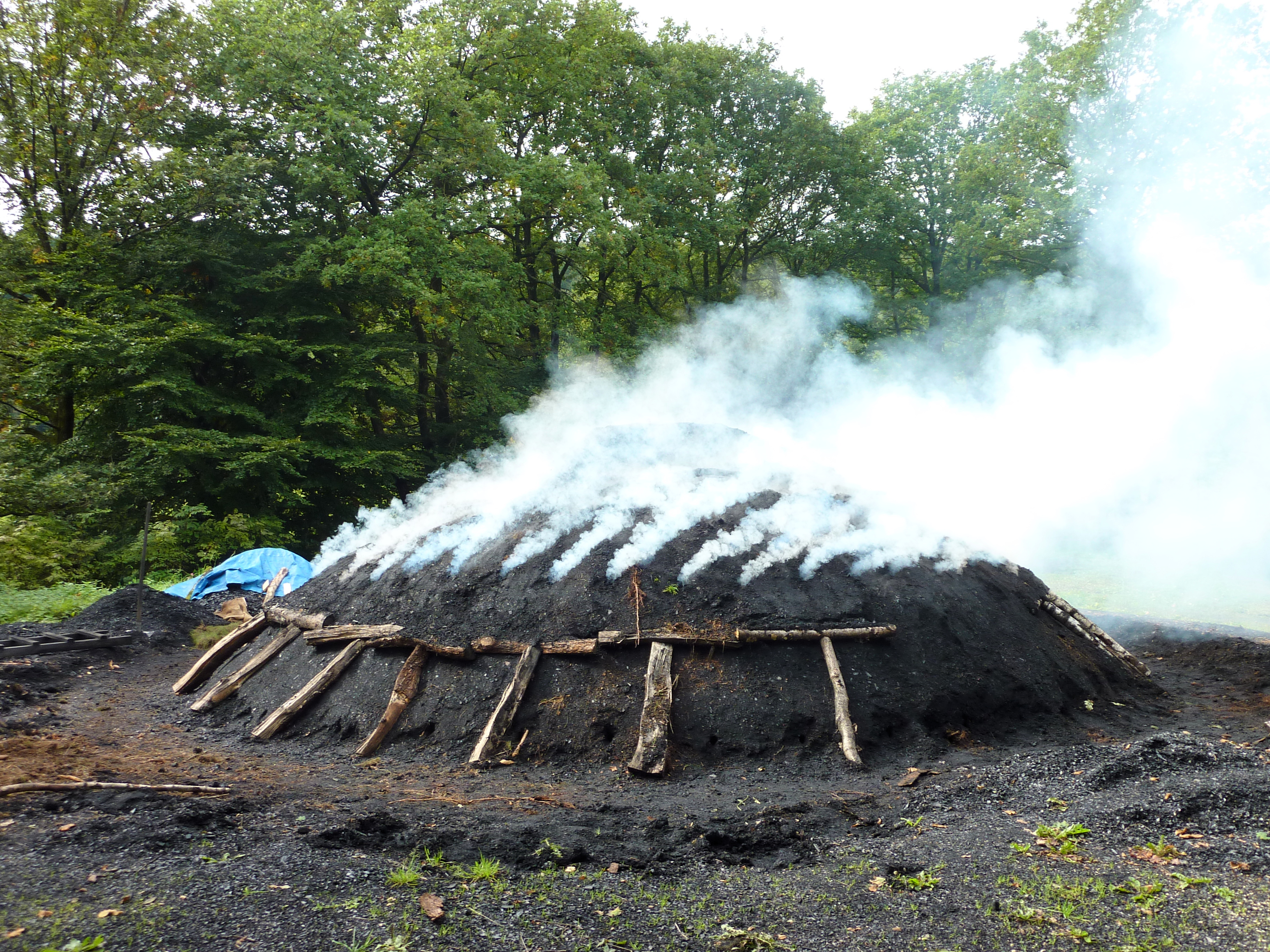
Ein Kohlenmeiler in der Nähe von Walpersdorf

Heute wird das in den Haubergen gewonnene Holz größtenteils zum Heizen in Heizungen und Öfen oder Kaminen und zum Grillen verwendet. Früher wurde das Holz für die Verhüttung des Eisenerzes benötigt und zur Herstellung von Holzkohle. Dies geschah in Kohlenmeilern. Ein Kohlenmeiler wird vom Köhler aufgebaut. Zuerst wird ein senkrechter Schacht aus versetzt aufeinander liegenden Holzstücken errichtet. Darum werden ca. 1 Meter lange Holzscheite gestapelt. Darüber kommt eine Schicht trockenes Heu oder Stroh. Zum Schluss wird darüber Erde aufgeschichtet und verdichtet. Der Köhler entzündet den Meiler über den Schacht. Seine Aufgabe ist nun, die folgenden Tage oder Wochen den Meiler zu „bewachen“. Er darf weder abbrennen noch erlöschen. Nach der vollständigen „Gärung“ ist aus Holz Holzkohle geworden. Diesen Vorgang kann man heute noch in Walpersdorf bei Netphen beobachten.

#### Evangelische Frömmigkeit
Im Siegerland entstanden Lesezirkel, Gruppen und Frömmigkeitsformen, die nicht mehr die Unterordnung unter eine gepredigte Lehre, sondern die persönliche Beziehung der Christen mit Jesus Christus betonen.
Der Pietismus prägte nicht nur die Pietisten im Siegerland, sondern die gesamte Region – und sogar die Menschen, die ihm nie angehörten oder sich von ihm abwandten. Der muslimische Intellektuelle Navid Kermani grenzte sich zunächst vom pietistisch geprägten Siegen ab. Doch dann erkannte er, wie viel Liebe zu Schrift und Wort er aufgesogen und geerbt hatte.
Heute wird die Frömmigkeit des Siegerlandes auch im YouTube-Kanal präsentiert.
Der Siegerländer Pietismus ist landeskirchlich und Mitglied im Gnadauer Verband und hat einen eigenen Verband. Der Verein für Reisepredigt wurde im Jahr 1853 gegründet und versteht sich als Gemeinschaft in der Kirche und mit der Kirche, aber nicht unter der Kirche.

#### Landwirtschaft
Schon früh kamen die „Duffeln“ (Kartoffeln) ins Siegerland. 1715 wurden die ersten größeren Ernten eingeholt. Allgemein war die Landwirtschaft für die Siegerländer ein wichtiger Baustein im Leben. Auf Wiesen stand das Vieh, Getreide wurde für Brot gebraucht und Kartoffeln für die „Riewekooche“. Das Vieh gab Milch und Fleisch, Pferde waren Transportmittel und Arbeitstiere auf den Äckern, in Gruben und im Hauberg.

### Feste und Veranstaltungen

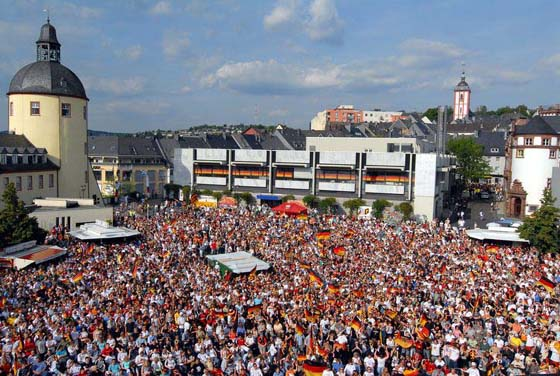
Schlossplatz Siegen (Unteres Schloss): Eröffnungsspiel der Fußball-WM 2006

Bei Siegtal Pur wird jedes Jahr ein über 120 km langes Stück des Siegtals von der Quelle der Sieg in Netphen-Walpersdorf bis Siegburg am Autofreien Tag gesperrt. 2006 lockte die Veranstaltung über 100.000 Besucher zum Laufen und Radfahren an.
Seit 1991 findet an Pfingsten jeden Jahres auf dem Giller KulturPur statt. Das Musik- und Theaterfestival lockt tausende Besucher auf den Berg bei Hilchenbach.
Seit 1990 findet Juni und Juli das Siegener Sommerfestival statt. Schauspiel, Kabarett, Theater, Musik und Kino mit heimischen und bekannten Künstlern stehen im Programm. Im Jahr 2006 fand statt des traditionellen Sommerfestivals das Siegener WM-Festival statt. Das Siegener Open-Air-Kino gibt es regelmäßig im Sommer jeden Jahres. Bekannte und unbekannte Filme werden im Freien auf großer Leinwand gezeigt. Ein Höhepunkt dabei ist die Veranstaltung „Siegen ist filmreif“. Gezeigt wird dann ein Film oder Kurzfilm eines „Einheimischen“.
Am Tag des offenen Denkmals werden zahlreiche Baudenkmäler und historische Gebäude im Gebiet für Besucher geöffnet, um ihnen altes Wohnen, Handwerk und einen Teil Geschichte zu zeigen.
In den zahlreichen Dörfern des Siegerlandes haben sich bis heute viele alte Brauchtümer erhalten vom Pingstelömmel-Treiben (Verwandt den Pfingstlümmel- oder Laubmann-Bräuchen), den Maikindern und Maibaum, den Sternsingern und den in einigen Ortschaften üblichen Bärenumzügen.

### Kunst, Musik und Theater

#### Peter Paul Rubens

Peter Paul Rubens

Peter Paul Rubens wurde 1577 in Siegen geboren und war ein bedeutender Maler. Besonders in der flämischen Malerei hatte er in fast allen Richtungen Einfluss. Viele seiner Bilder sind im Oberen Schloss in Siegen ausgestellt.
1955 gründete sich ein Komitee, das seit 1957 alle fünf Jahre in der „Rubensstadt“ Siegen den Rubenspreis zu Ehren des Malers verleiht.

#### Gebrüder Busch
Der in Erndtebrück geborene Wilhelm Busch war Musikinstrumentenbauer und hatte fünf Söhne, die alle außer Willi Busch in Richtung Musik studierten und in Deutschland und im Ausland große Bedeutung und Bekanntheit gewannen.
- Fritz Busch (1890–1951), Dirigent
- Adolf Busch (1891–1952), Geiger und Komponist
- Willi Busch (1893–1951), Schauspieler
- Hermann Busch (1897–1975), Cellist
- Heinrich Busch (1900–1929), Pianist und Komponist

#### Bernd und Hilla Becher
Bernd und Hilla Becher sind einflussreiche Vertreter der Sachfotografie. Ihre künstlerisch-fotografischen Darstellungen von Siegerländer Wohn- und Industriearchitektur, die das Paar zu typologischen Reihen gruppierte, sind unter anderem im New Yorker Museum of Modern Art ausgestellt.

#### Südwestfälische Freilichtbühne Freudenberg
In der Südwestfälischen Freilichtbühne Freudenberg werden vor einer Wald- und Felsenkulisse jährlich zwei neue Inszenierungen für Kinder und Erwachsene aufgeführt. Die Zuschauertribüne ist überdacht. Jährlich besuchen etwa 50.000 Besucher die Freilichtbühne. Besonders Schulklassen aus der gesamten Region fahren jedes Jahr zu den Aufführungen.

#### Siegerlandhalle
Die Siegerlandhalle ist eine Mehrzweckhalle mit mehreren Sälen in Siegen. Für verschiedene Anlässe wird sie geöffnet. Dazu zählen z. B. Ausstellungen, Konzerte und Auftritte oder Verkaufsmärkte. Bis August 2007 wurde sie aufwändig renoviert und vergrößert. Den ersten Auftritt nach der Renovierung hatte die Sängerin Nena.

#### Apollo-Theater

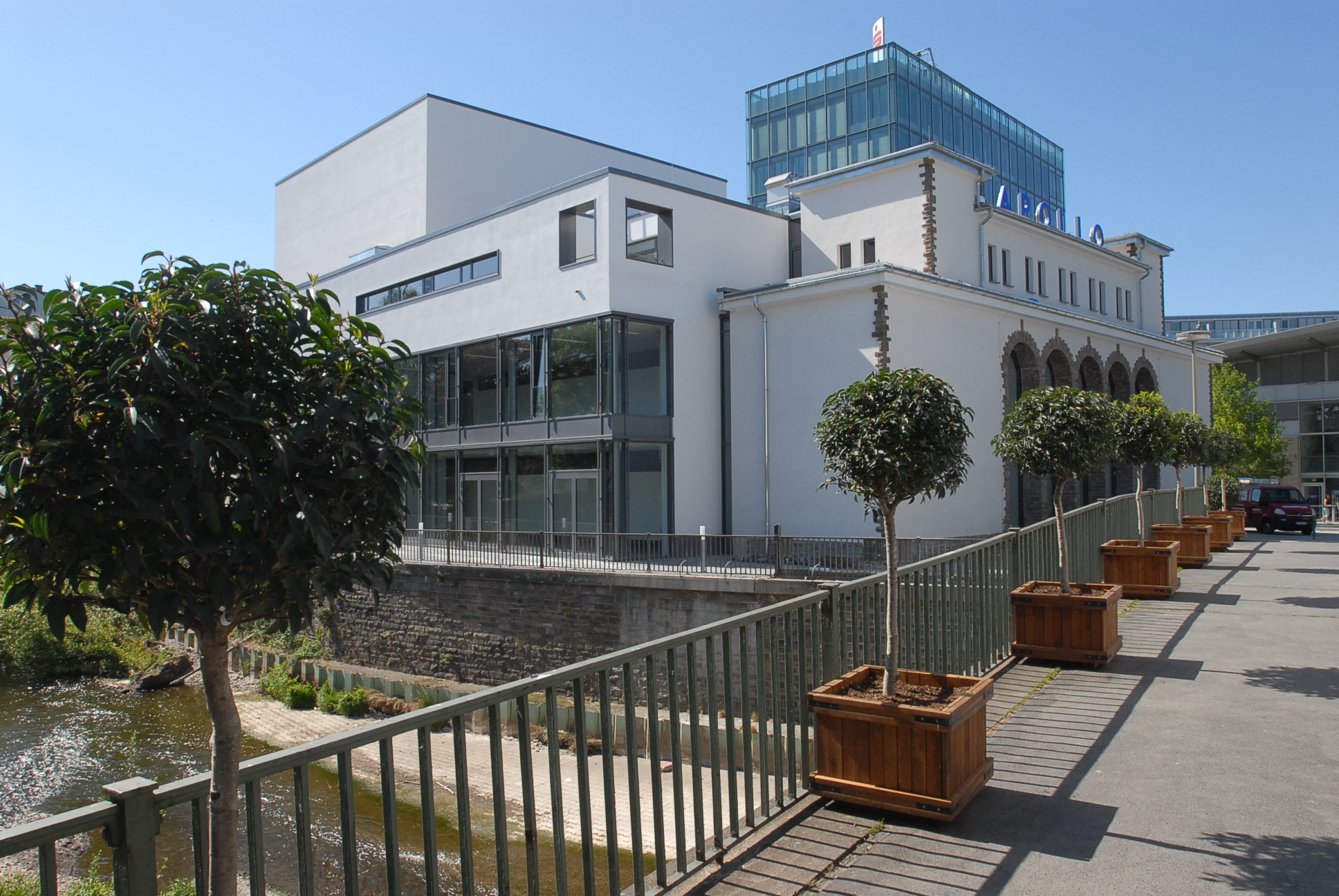
Das ehemalige Apollo-Kino und jetzige Apollo-Theater in Siegen

Nachdem in Siegen ein Cinestar-Kino gebaut wurde, wurde das alte Apollo-Kino geschlossen. Von 2005 bis 2007 wurde das aus den 1930er Jahren stammende Gebäude zum Apollo-Theater umgebaut. Es ersetzt die baufällige und technisch unzureichende „Bühne der Stadt Siegen“ mit ca. 500 Plätzen.

#### Chöre, Sängerkreise und Philharmonie
Fast jeder Ort hat eigene Gesangvereine. Diese haben oft eine lange Tradition. Viele gibt es bereits über 100 Jahre, Kirchenchöre gibt es einige, Bands dagegen sind eher im Jugendbereich zu finden.

### Sprache und Literatur

#### Siegerländer Platt
Das Siegerländer Platt („Sejerlännr Pladd“) ist der Siegerländer Dialekt. Er liegt als ein östlicher Ausläufer des Moselfränkischen an der Grenze zum Hessischen, zum Ripuarischen des Rheinlands und an der wichtigsten und ältesten Sprachgrenze im deutschsprachigen Raum, der Scheidelinie zwischen den hoch- und den niederdeutschen Dialekten (Benrather Linie), wie sie nördlich des „Kölschen Hecks“ – der Grenze zum Sauerland – gesprochen werden. Durch das Siegerland verläuft ferner die Isoglosse „das-dat“.
Eine der vielen Eigenheiten des „Sejerlännr Pladds“ ist die amerikanisch anmutende Aussprache des „R“.
Die Aussprache war ursprünglich von Ort zu Ort leicht unterschiedlich. Heute gibt es immer weniger Siegerländer, die den Dialekt beherrschen. Regelmäßig gibt es für Schüler Lesewettbewerbe, bei denen sie ihr „Pladdschwädse“ unter Beweis stellen können.
„Hennr Rennrod rächds römm on da dr Rhing roff“ („Hinter Rennerod rechts rum und dann den Rhein rauf“ – wie man von Siegen nach Koblenz kommt …)
Auch gibt es Künstler, die ihre Musik auf Platt machen, z. B. Henner & Frieder (benannt nach den beiden Statuen auf der Siegplatte in Siegen). Oftmals schreiben sie auch über das Siegerland. „Sinnlos im Weltraum“ ist eine Parodie auf Star Trek auf Siegerländer Platt. Inzwischen ist aus dem Material auch überregional „Kult“ geworden, was auch daran liegt, dass sich die Folgen mittlerweile über das Internet rasch verbreiten.

#### Dilldappen
Dilldappen sind Siegerländer Fabeltiere, leben in Höhlen im Hauberg in Familien zusammen, sprechen alle Sejerlännr Pladd, lieben Riewekooche über alles und klauen dafür dem Bauern die Kartoffeln vom Feld. Der Dilldappe sieht aus wie ein aufrecht gehender Nashornhamster mit Irokesenhaarschnitt.
Seit 1982 veröffentlicht der Siegener Autor Matthias Kringe jedes Jahr einen Dilldappen-Kalender mit Comics in Siegerländer Platt. In den Anfangsjahren standen auf der letzten Seite die Übersetzungen ins Hochdeutsch, seit einiger Zeit gibt es (auf die Rückseiten gedruckt) hochdeutsch beschriftete Zeichnungen.

### Medien

#### WDR
In Siegen gibt es ein Regionalstudio des Westdeutschen Rundfunks für die Produktion des südwestfälischen Teil der Reihe „Lokalzeit“, die Lokalnachrichten Aktuelle Stunde oder für die Ausstrahlung anderer regionaler Sendungen bzw. Programme.

#### Radio Siegen
Neben dem WDR-Studio gibt es in Siegen ein NRW-Lokalradio. Radio Siegen sendet aus einem denkmalgeschützten Haus in der Tiergartenstraße 37 das Rahmenprogramm von Radio NRW und täglich neun Stunden Lokalprogramm mit eigenen lokalen Beiträgen.

#### Siegener Zeitung

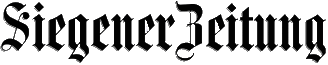
Siegener Zeitung

Die Siegener Zeitung ist die auflagenstärkste Tageszeitung im Kreis Siegen-Wittgenstein, sie erscheint mit eigenen Ausgaben auch im Kreis Olpe und im Kreis Altenkirchen. Der Lokalteil ist dabei für jeden Kreis unterschiedlich. Für den Kreis Siegen-Wittgenstein werden zwei Ausgaben erstellt: „Siegerland“ und „Wittgenstein“. Die „SZ“ erscheint seit 1823.

#### Westfälische Rundschau / Westfalenpost
In der Lokalredaktion der Westfalenpost (am Siegener Hauptbahnhof) wird der Lokalteil für den Altkreis Siegen sowie der Lokalsport für den gesamten Kreis Siegen-Wittgenstein produziert. Zunächst wurde Ende Mai 2009 die Lokalredaktion der Westfalenpost (WP) geschlossen; der Lokalteil für beide Titel wurde von der Westfälischen Rundschau erstellt. Im Juli 2012 wurde die WR-Redaktion aufgelöst und an selber Stelle wieder eine Westfalenpost-Redaktion eingerichtet, die seither ihrerseits für die Lokalberichterstattung beider Titel verantwortlich ist. Der in der Siegener WP-Redaktion produzierte Lokalsportteil erscheint in WR und WP in Siegerland und Wittgenstein. Beide Zeitungen gehören zur WAZ-Mediengruppe mit Sitz in Essen.

### Einheimische Küche
Die Küche des Siegerlandes war und ist geprägt von Kartoffeln (Duffeln) und einer enormen Vielfalt von Brotsorten. So ist die markanteste siegerländische Spezialität auch eine Symbiose aus beidem. Der Riewekooche ist ein Kartoffelbrot, das mit dem vor allem im Rheinland bekannten Reibekuchen oder Kartoffelpuffer verwandt ist.
Das Siegerland ist Heimat der derzeit umsatzstärksten deutschen Brauerei Krombacher. Die Sorte Pils wird auch von zahlreichen anderen, größtenteils privaten Brauereien im Siegerland hergestellt. Die größten neben Krombacher sind die inzwischen zur Krombacher-Gruppe gehörende Eichener, Erzquell und Irle.
Das Siegerländer Krüstchen besteht aus einer Scheibe Roggenbrot oder Toastbrot, darauf ein Schnitzel mit mindestens einem Spiegelei überbacken.
Im Backes wurde früher in jedem Dorf Brot gebacken. Ein Schanzenbrot ist ein Sauerteigbrot aus Roggenmehl. Zum Anheizen des Ofens werden sogenannte „Schanzen“ genommen, zusammengebündelte Birken-, Eichen- oder Haselnussreiser, ein „Abfallprodukt“ aus den Haubergen.
Ein Krebelche ist ein Quarkgebäck und die einheimische Variante des Krapfens, dessen Teig je nach Ortschaft mit der Zugabe von gestampften Kartoffeln verfeinert wird. Seinen Namen hat das Gebäck von seiner sehr unregelmäßigen Form, die sich durch das Tropfen des Teigs in heißes Fett ergibt.

#### Kulinarische Spezialitäten
- Riewekooche (Reibekuchen – Brot aus rohen Kartoffeln)
- Siegerländer Krüstchen
- Schanzenbrot
- Krebelcher
- Siegerländer Debbekooche
- Siegerländer Bäckel
- Duffelnsobbe (Kartoffelsuppe)
- Grenge (Kringel)
- Grinnchesbroare (Kaninchenbraten)
- Kiernmelchsoabbe (Buttermilchsuppe)
- Suerambe (Sauerampfer)
- Siegerländer Hirtentopf
- Aejjerkaes (Eierkäse)
- Schampe (Rinderpansen in Sauce)
- Wisse Küchelscher (Helle süße Pfannkuchen)

## Sport
Der Stadtsportverband Siegen umfasst 160 Sportvereine, in denen insgesamt rund 37.000 Mitglieder tätig sind. Außerdem hat jeder größere Ort (ca. 100+ Einwohner) mindestens einen eigenen Sportverein. Das bedeutet, dass es mindestens 350 Sportvereine im Siegerland gibt. Neben der klassischen Sportart Fußball werden zahlreiche andere Aktivitäten wie Flugsport, Leichtathletik, Tanzen oder Schwimmen in Turnhallen, Bolz-, Fußball- und Sportplätzen angeboten.
Bekanntester Verein sind die Sportfreunde Siegen, Deutscher Amateurmeister des Jahres 1955. Nach einer Saison (2005/2006) in der zweiten Bundesliga befindet sich der Fußballclub nach zwei Spielzeiten in der Regionalliga Süd, 4 Jahren NRW-Liga (5. Liga) und ein paar Jahren in der Regionalliga West (4. Liga), in der Oberliga Westfalen (5. Liga). Der Verein kann sich hier nach wie vor über einen hohen Zuschauerzuspruch freuen. In der Regionalliga West spielt der Stadtrivale der Sportfreunde 1. FC Kaan-Marienborn. Einen nationalen Bekanntheitsgrad erreichten die Fußball-Frauen des TSV Siegen, die insgesamt sechs deutsche Meistertitel und fünf Pokalsiege holten, und 1996 von den Sportfreunden Siegen übernommen wurden.

## Sehenswürdigkeiten

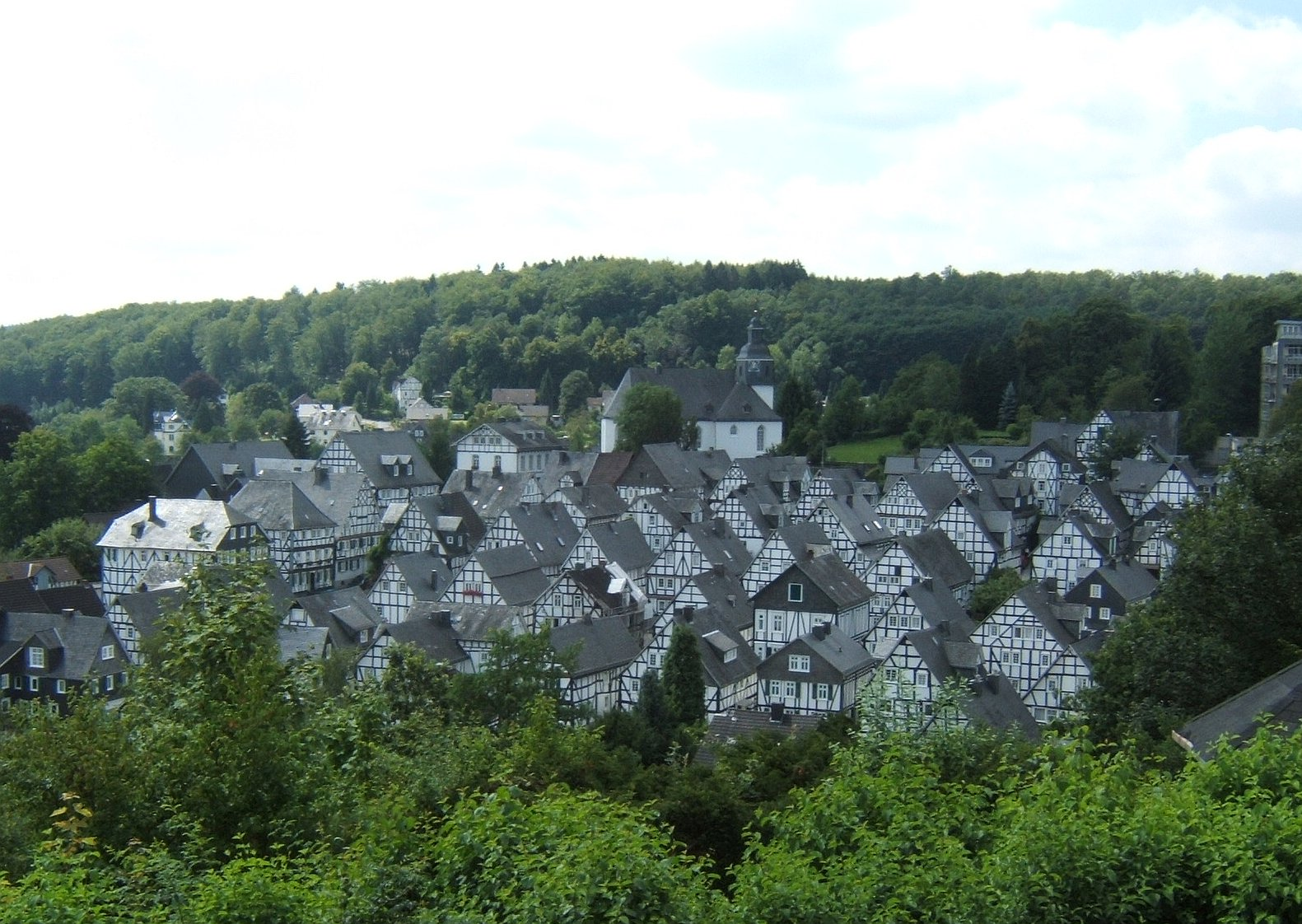
Der „alte Flecken“ in Freudenberg ist ein historischer Stadtkern mit einer langen Geschichte

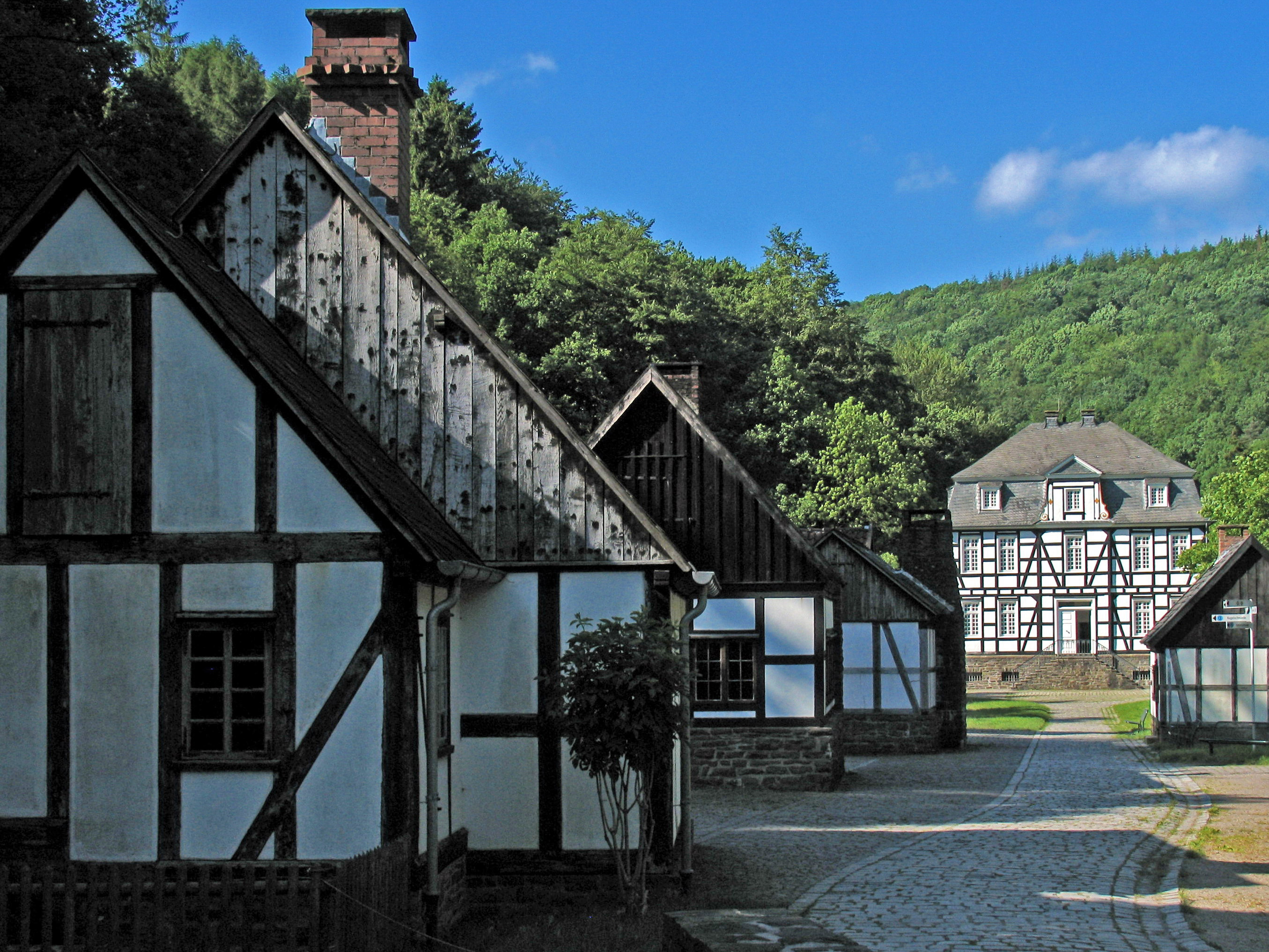
Das 1754 in Neunkirchen erbaute Amtshaus steht seit 1974 im Freilichtmuseum Hagen

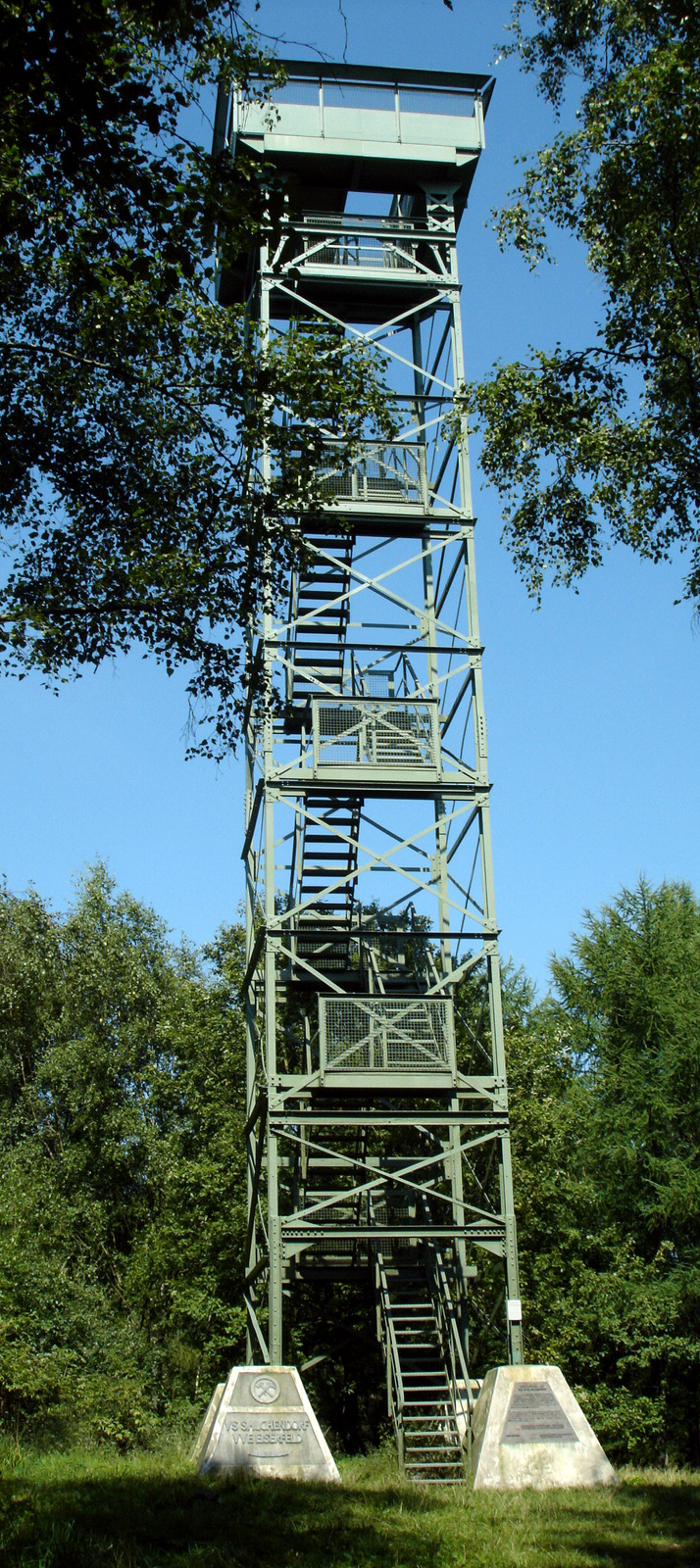
Der Pfannenbergturm am Pfannenbergkopf zwischen Eiserfeld und Salchendorf

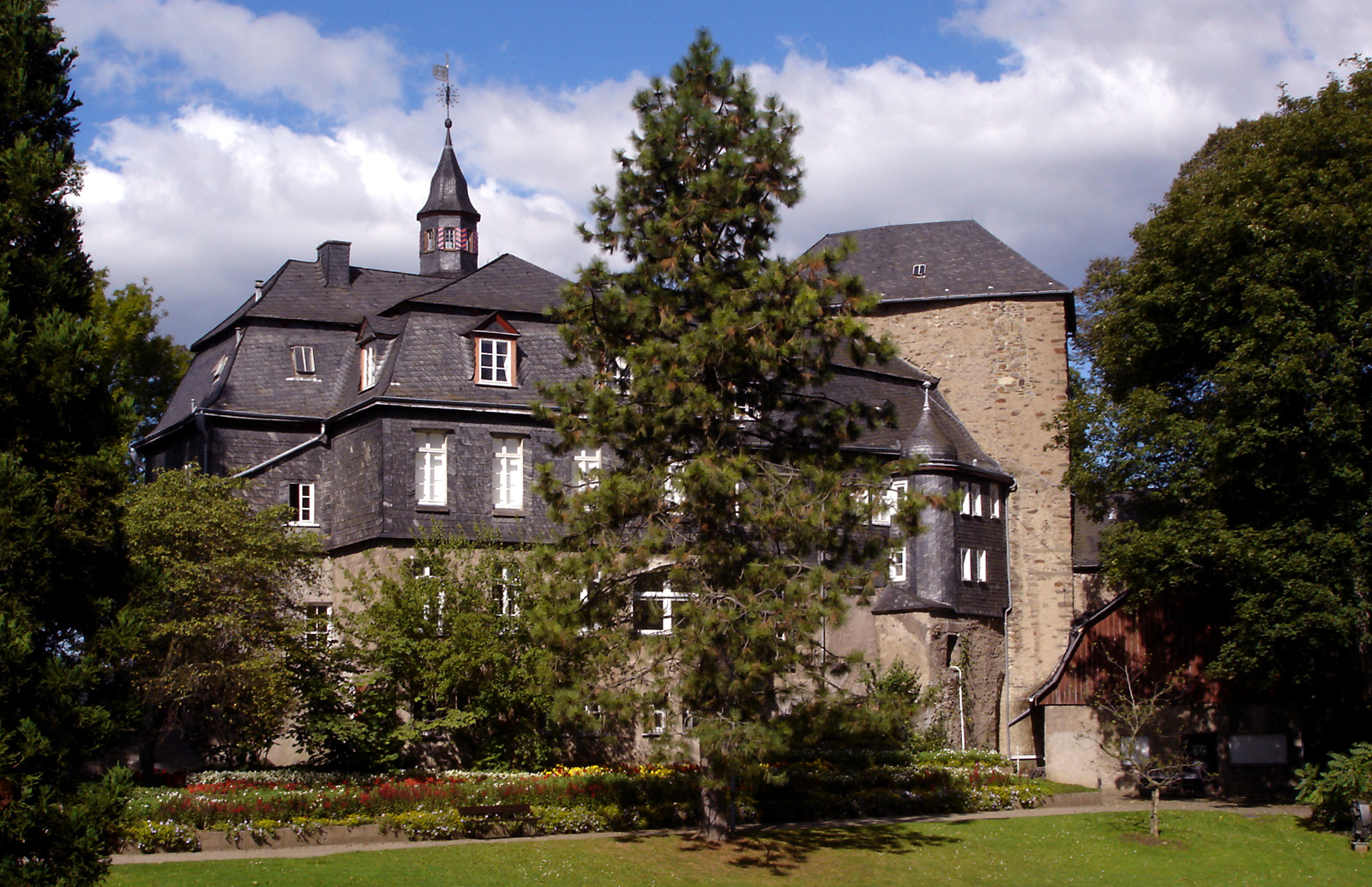
Im Oberen Schloss in Siegen befindet sich das „Siegerlandmuseum“

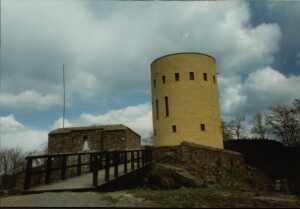
Die verfallene Ruine der Ginsburg wurde restauriert und kann besucht werden

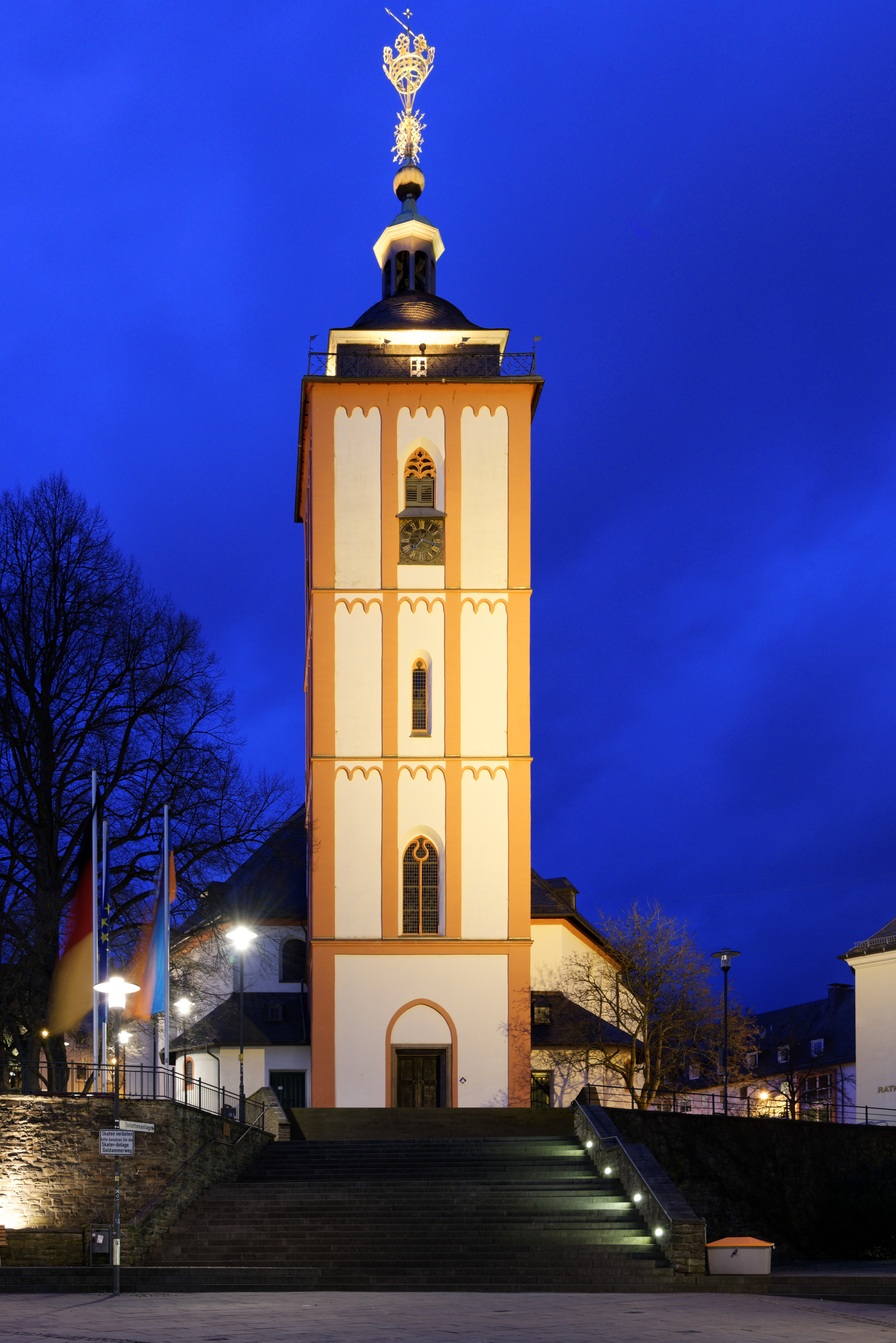
Die Nikolaikirche in Siegen mit dem Wahrzeichen der Stadt, dem Krönchen

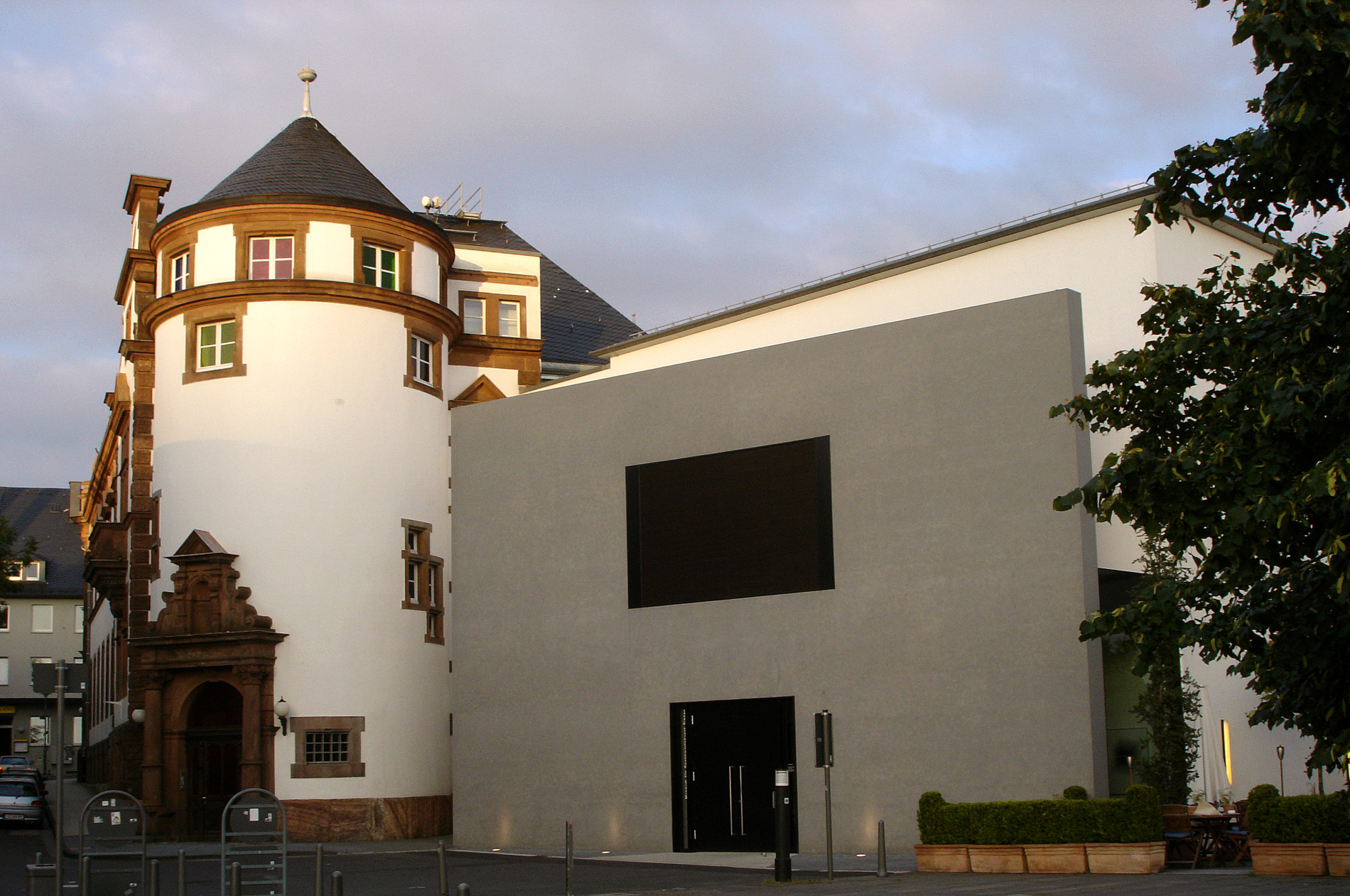
Das Museum für Gegenwartskunst in der Oberstadt

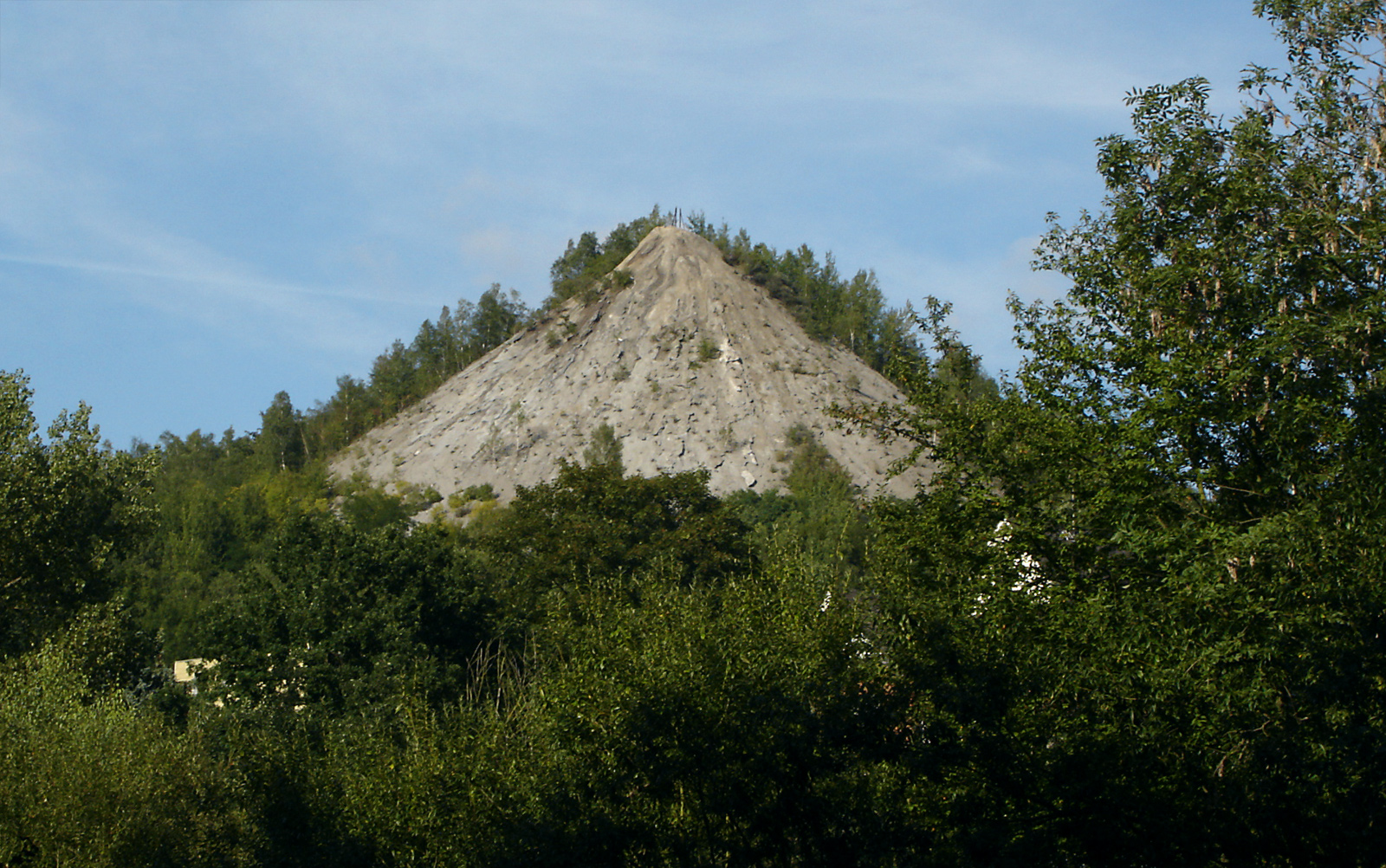
„Monte Schlacko“, ortsbildprägende Schlackenhalde in Siegen-Geisweid

### Natur
Im Süden des Siegerlandes in den Gebieten der Gemeinde Neunkirchen (SI) und Herdorf (AK) befinden sich die vor rund sieben Millionen Jahren durch vulkanische Aktivität entstanden Berge Hohenseelbachskopf (517,5 m) und Mahlscheid (509,3 m). Die Basaltkuppen der Mahlscheid waren bis Anfang des 20. Jahrhunderts kilometerweit sichtbar. Zwischen 1900 und 1925 wurde der Basalt abgebaut, im Tagebaurestloch des Berges entwickelte sich ein See, der „Silbersee“. Auf dem Gipfel des hohen Hohenseelbachskopf sind die Basaltkuppen größtenteils noch vorhanden und schauen bis zu 40 m aus der Erde.
Seit 1963 bestand der 1355 km² große Naturpark Rothaargebirge, der 2015 im 3826 km² großen Naturpark Sauerland-Rothaargebirge aufging. Der Rothaarsteig ist ein Wanderweg im Park, der sich auf dem Gebiet der Ortschaften Burbach, Wilnsdorf, Netphen und Hilchenbach durch das Siegerland zieht. Bei Netphen entspringen die Flüsse Sieg, Lahn und Eder. Die Siegquelle bei Netphen-Walpersdorf ist ein beliebtes Ausflugsziel.

### (Historische) Bauwerke
Der Alte Flecken ist ein historischer Stadtkern in Freudenberg mit alten Fachwerkhäusern. 1666 brannte er vollständig ab, wurde aber auf den alten Grundmauern wieder aufgebaut. Der Stadtkern zeigt die alte Handwerkskunst des Fachwerks und gibt einen Eindruck von Leben in früherer Zeit. Ebenfalls als Fachwerk erbaut ist das alte Amtshaus von Neunkirchen, das seit 1974 im Westfälischen Freilichtmuseum Hagen zu finden ist. Es wurde 1754 unter „Zwangsarbeit“ errichtet, da Graf Heuper von Hachenburg es von der gesamten Bevölkerung Neunkirchens aufgebaut haben wollte. Trotz erbittertem Widerstand verloren die Neunkirchener.

#### Aussichtstürme und Talsperren
Der Pfannenbergturm auf dem 499 m hohen Pfannenberg bei Salchendorf ist ein 20 Meter hoher Aussichtsturm, der seit 1993 unter Denkmalschutz steht. Er diente ursprünglich als Förderturm in der Grube Pfannenberger Einigkeit ein paar Kilometer von Turm entfernt und wurde nach dem Schließen eines Schachtes 1932 abgebrochen und zwei Jahre später auf dem Pfannenberg wieder aufgebaut. Der Kindelsbergturm bei Kreuztal wurde von 1905 bis 1907 auf dem Kindelsberg errichtet, ist 22 m hoch und steht unter Denkmalschutz. An klaren Tagen kann man vom Turm aus bis Bonn sehen. Einen dritten Aussichtsturm gibt es am Gilberg. Dieser wurde bereits 1888 errichtet.
Um die Obernautalsperre bei Netphen befindet sich ein 9,6 km langer Weg zum Wandern und Radfahren. Da die Talsperre der Trinkwasserversorgung dient, sind keine Freizeitaktivitäten im Wasser möglich. Die Breitenbachtalsperre bei Hilchenbach bietet einen 5,3 km langen Radweg um die Talsperre herum.

#### Schlösser und Burgen
Das Obere Schloss in Siegen auf dem Siegberg wurde 1259 erstmals urkundlich erwähnt und war im Mittelalter die Stammburg des Hauses Nassau. Seit 1905 befindet sich im Oberen Schloss das Siegerlandmuseum.
Das Untere Schloss in Siegen entstand Ende des 17. Jahrhunderts in seiner heutigen Bauform. Die evangelische Linie des Hauses Nassau-Siegen residierte dort. Zu dem Schloss gehört auch der „Dicke Turm“ mit Glockenspiel. 1959 richtete die Stadt Siegen dort eine Gedenkstätte für die Opfer des Krieges ein. In dem Schloss befindet sich auch die Gruft des evangelischen Teils des Nassauischen Fürstenhauses. Heute dient das Schloss als Landesbehördenhaus, in dem der Bau- und Liegenschaftsbetrieb NRW, das Staatliche Umweltamt Siegen, das Amt für Arbeitsschutz und die Justizvollzugsanstalt Attendorn (Zweiganstalt Siegen) ansässig sind.
Bei Kreuztal steht das Schloss Junkernhees, ein ursprünglich im Jahre 1523 von dem Herr von und zu der Hees, Ritter Adam erbautes Wasserschloss. Das Schloss ist heute denkmalgeschützt und dient als Hotel und der Rittersaal des Gebäudes als Restaurant. In unregelmäßigen Abständen finden im Schloss auch Kunstausstellungen statt.
Die Ruine der Ginsburg bei Hilchenbach steht auf dem Schlossberg (587,6 m). Sie stammt aus dem 12. Jahrhundert und diente dem Haus Nassau als Grenzfestung. Die Burg verfiel, bis sie 1961 gesichert und teilweise restauriert wurde.
Die erste Höhenwasserburg war die Burg Hainchen im Netphener Ortsteil Hainchen von 1290. 1864 wurden die letzten Türme der verfallenen Burg abgerissen, erst in den 1970er Jahren, seitdem die Burg in der Trägerschaft des Siegerländer Burgenvereins ist, wurde mit dem Wiederaufbau begonnen. Mittlerweile dient die Burg zur Erholung für behinderte und pflegebedürftige ältere Menschen.

#### Kirchen und Wallfahrt
Die Nikolaikirche am Marktplatz in der Oberstadt in Siegen ist bekannt durch ihren rot-weißen Turm mit dem goldenen „Krönchen“ auf der Spitze, dem Wahrzeichen der Stadt Siegen. Weitere Kirchen sind Marienkirche, von Jesuiten zwischen 1702 und 1729 erbaut, die Martinikirche, sie stammt aus dem 11. Jahrhundert, und die Sankt Michael-Kirche.
Die Wallfahrtstätte Eremitage liegt zwischen Obersdorf (Wilnsdorf) und Siegen. Sie besteht aus der Gnadenkapelle, einem Fachwerkanbau, der „Eremitenklause“ und einem Neubau von 1966. Der Wallfahrtsort besteht seit 1684. 1953 gründete sich dort ein Kloster, das bis 1966 im Fachwerkhaus unterkam und dann in den Neubau umzog. Nicht weit davon entfernt liegt die historische Pfarrkirche Rödgen von 1328, die als Doppelkirche aus einem evangelischen und einem katholischen Teil besteht.

### Museen
Im Technikmuseum Freudenberg kann man technische Errungenschaften „bewundern“. Eine Dampfmaschine, eine mechanische Werkstatt und zahlreiche alte Fahrzeuge, darunter Traktoren und Motorräder zeigen die Technik von vergangener Zeit. Das Museumsgebäude, eine alte Fachwerkhalle wurde im Sommer 1997 abgebaut und in Einzelteile zerlegt. Von 1998 bis 2002 wurde das Gebäude neu aufgebaut und das Museum eingerichtet. Es besteht aus einer aufwendigen Fachwerk-Holzkonstruktion. Im Juni 2002 wurde das Museum im Rahmen eines Oldtimer-Treffens eröffnet.
Im Siegerlandmuseum im Oberen Schloss in Siegen findet man seit 1905 neben Zeugnissen aus der Region, darunter einem (künstlich angelegten) Schaubergwerk, auch zahlreiche Gemälde. Den Schwerpunkt bilden dabei Arbeiten von Peter Paul Rubens, der in Siegen geboren wurde. Das Dachgeschoss ist der Wohnkultur des 19. Jahrhunderts gewidmet. Eine Küche aus dem Siegerland, eine Schlafstube und zahlreiche Möbel vermitteln einen Eindruck vom (vergangenen) Leben in der Region.
Das Museum für Gegenwartskunst Siegen, das in der Nähe des Unteren Schlosses in der Oberstadt liegt, stellt seit der Eröffnung im Jahr 2001 einflussreiche Werke der Gegenwartskunst von der Malerei über die Fotografie und Videoarbeiten bis hin zu raum- und zeitbezogenen Installationen aus. Neben den jährlichen drei bis vier Wechselausstellungen werden Arbeiten aus eigenem Besitz sowie die Sammlung Lambrecht-Schadeberg gezeigt. Die private Sammlung präsentiert das ganze Jahr über eine konzentrierte Auswahl aller elf Rubenspreisträger der Stadt Siegen, darunter Francis Bacon, Lucian Freud, Maria Lassnig, Sigmar Polke, Emil Schumacher oder Cy Twombly.
Seit 1996 besteht in den Räumen eines 1941 errichteten Luftschutzbunkers am Obergraben in Siegen das Aktive Museum Südwestfalen, das sich als Dokumentations- und Lernort für regionale Zeitgeschichte versteht. Es beherbergt auf 200 m² eine Dauerausstellung, in deren Mittelpunkt die Geschichte der regionalen jüdischen Minderheit und weiterer Verfolgtengruppen steht, und es veranstaltet regelmäßig Sonderausstellungen zu unterschiedlichen zeit- und kulturgeschichtlichen Themen. Das Aktive Museum ist zugleich Gedenkstätte an die Opfer des Nationalsozialismus in der Region Siegerland-Wittgenstein.
Das kleinste Beatles-Museum der Welt befindet sich in Geisweid. Es wird von Harold Krämer betrieben und ist nur 27 m² groß. Die Sammlung umfasst mehr als 17.000 Tonträger, Souvenirs, Filmplakate, Autogramme und etliches mehr.

### Kulturdenkmäler
Der Reinhold-Forster-Erbstollen in Eiserfeld ist ein Schaubergwerk, das regelmäßig für Besucher öffnet. Auf eine Länge von 470 m wird dem Besucher die Welt des Bergbaus nähergebracht. Durch den 1805 angelegten Stollen wurde ein Zugang zu einem großen Stollennetzwerk geöffnet.
Der „Monte Schlacko“ ist ein Schlackeberg mitten im Siegener Stadtgebiet. Er ist durch die Aufschüttung der Schlacke aus den Öfen der Eisenverhüttung im Tal, dem „Hüttental“ entstanden und ist nun zu einer Art Wahrzeichen geworden. Auf der Spitze befindet sich eine alte Stahlkonstruktion. An Silvester ist der Berg ein beliebter Ort, da man von dort aus einen guten Blick über weite Teile Siegens hat.
Die Köhlerei zur Herstellung von Holzkohle hat im Siegerland aufgrund der Eisenverhüttung eine lange Tradition. In Walpersdorf bei Netphen befinden sich die einzigen noch betriebenen Kohlenmeiler im Siegerland. Aus Eichen, Birken und Buchen wird hier Holzkohle hergestellt. Diese wird im Ort verkauft.
Der historische Grenzübergang „Holzklauer Schlag“ befindet sich am Kölschen Heck, der ehemaligen Grenze zwischen dem damaligen Fürstentum Nassau-Oranien und dem Westfälischen Herzogtum Kur-Köln (bis kurz nach 1800). Diese Grenze (heute Grenze zwischen den Kreisen Siegen und Olpe) ist Grenze in dreifacher Hinsicht: 1.) Ehemalige Landesgrenze, 2.) Religionsgrenze (Katholisch auf der westfälischen Seite und Evangelisch-reformiert auf der nassauischen Seite) und 3.) Sprachgrenze (Hier identisch mit der Benrather Linie/Grenze zwischen nieder- und mitteldeutschem Sprachraum). Während in Oberholzklau (Siegerland) Sejerlänner Platt, eine moselfränkische Mundart des mitteldeutschen Sprachraum gesprochen wird, sprechen die Menschen im Nachbardorf Hünsborn, nördlich der Grenze, eine westfälische Mundart des niederdeutschen Sprachraumes.
Durch den Heimat- und Verschönerungsverein Oberholzklau wurde mit Hilfe Hünsborner Heimatfreunde der ehemalige Grenzübergang wieder sichtbar gemacht. Es steht wieder ein Schlagbaum in den nassau-oranischen Landesfarben (blau/orange) dort, und in unmittelbarer Nähe wurde einer von sechs Hohlwegen mit etwa 60 cm tiefen „Gleisen“ freigelegt. Am Grenzübergang befindet sich noch der Grenzstein von 1690, mit der Inschrift Nassaw auf der einen, und Collen auf der anderen Seite. Auch von der einstigen Grenzbefestigung und den Sicherungsanlagen ist noch einiges zu sehen.